# Televisión Nacional de Chile
Televisión Nacional de Chile (TVN) es la cadena de televisión pública de Chile. Fue creada el 31 de enero de 1969, bajo la presidencia de Eduardo Frei Montalva e inició sus transmisiones regulares en Santiago el 18 de septiembre del mismo año, tras una serie de pruebas en Arica, Antofagasta, Talca y Punta Arenas. Desde entonces, TVN como empresa de propiedad estatal ha sido reorganizada en varias ocasiones y sus áreas de operaciones han aumentado con el paso de los años. Entre sus señales se encuentra un canal principal de libre recepción a nivel nacional que transmite por satélite a varias repetidoras que se ubican en el territorio continental, insular y antártico chileno, teniendo un alcance del 98 % de la población de ese país, y una segunda señal cultural e infantil denominada NTV. Asimismo, posee nueve canales regionales con centros de producción propia, la señal internacional TV Chile; el canal de noticias 24 Horas; el canal de clásicos TVN3; las plataformas de contenidos por streaming TVN Play y 24Play; varios portales de Internet y el sello discográfico TVN Records.
TVN ha sido pionera en la introducción de avances tecnológicos en Chile. Fue la primera cadena de televisión en tener cobertura nacional, transmitir vía satélite, estrenar las emisiones en colores, el sonido estéreo y las primeras emisiones experimentales en alta definición. Varias de sus telenovelas han alcanzado los mayores índices de audiencia en la historia de la televisión chilena y son reconocidas tanto en ese país como en el extranjero por su contenido social, realismo y ambientaciones, mientras que sus informativos han sido clave en momentos de catástrofes como el terremoto de 2010 cuando los equipos de prensa de TVN llegaron a las zonas afectadas antes que las Fuerzas Armadas y autoridades. En la actualidad, TVN a nivel programático es la cadena chilena que emite la mayor cantidad de contenidos culturales, que tiene el mayor pluralismo.
De acuerdo a la ley N.° 21.085, su programación debe promover y difundir la identidad cultural chilena, los valores de la democracia, los derechos humanos, el cuidado del medio ambiente y el respeto a las diversidades. Por consiguiente, TVN rige la programación de sus señales de acuerdo a criterios establecidos por el Consejo Nacional de Televisión (CNTV). Además, la ley N.° 17.377 del 21 de octubre de 1970, establece que la empresa debe tener un carácter público, autónomo, pluralista y representativo. De está forma, su independencia política y económica está garantizada por la ley N.° 19.132 del 30 de marzo de 1992 que ordena el funcionamiento interno de Televisión Nacional con un sistema de autofinanciamiento a base en sus ingresos por sus actividades; por ello, no recibe financiamiento del Estado chileno aunque este último puede hacer uso de las ganancias de TVN mediante un mecanismo. Esto la diferencia de las principales televisiones públicas a nivel mundial que funcionan por completo con fondos estatales.
La empresa se dirige por medio de un directorio, cuyo presidente es designado por el presidente de la República, que tiene una duración de cuatro años. Los otros seis miembros del directorio son designados de a tres por periodo en acuerdo entre el Senado y el presidente de la República, por ocho años. A ellos, se les suma un séptimo miembro que es elegido por los trabajadores. En la actualidad, el presidente del directorio de Televisión Nacional de Chile es Francisco Vidal Salinas desde diciembre de 2023 por designación del presidente Gabriel Boric. Mientras que su directora ejecutiva y representante legal es Susana García desde el 12 de marzo de 2024.
TVN es la única empresa de televisión pública que emite en el territorio chileno, compitiendo por las audiencias con otros grupos de difusión privados. Posee una programación diversa con espacios propios, coproducidos o importados en varias señales. Puede cumplir las labores de explotación de los servicios de televisión y de producción de contenidos audiovisuales o de radiodifusión. También puede actuar como una concesionaria de servicios de telecomunicaciones en virtud de la ley N.° 20.694 de 2013. Además, está afiliada a la Asociación Nacional de Televisión de Chile (ANATEL) y el Consejo de Autorregulación y Ética Publicitaria (CONAR); además está asociada a otras cadenas internacionales con las que comparte material o posee acuerdos comerciales.

## Historia

### Orígenes
La necesidad esencial de poseer un canal de televisión perteneciente al Estado chileno tomó relevancia tan pronto surgieron los primeros intentos de traer el medio al país durante la década de 1950. Durante este periodo la clase dirigente prefirió un modelo público similar al europeo, a diferencia de la televisión comercial que venía implantándose a lo largo del continente americano. En 1958, el Estado participó de manera importante en la empresa Cóndor TV, de capitales uruguayos, pero un accidente provocó la avería de la única cámara adquirida, lo que significó el fin del proyecto. El decreto N.° 7.039, promulgado el 28 de octubre de 1958 por el presidente Carlos Ibáñez del Campo, fue la primera legislación sobre la industria televisiva en Chile y buscaba la coexistencia de canales universitarios financiados por el Estado con estaciones privadas. Posteriormente, el presidente Jorge Alessandri favoreció una televisión público-universitaria, pero los canales 13 de la Universidad Católica, 9 de la Universidad de Chile y 8 de la Universidad Católica de Valparaíso empezaron a emitir publicidad dentro de su carácter experimental-demostrativo.
Frente a esta situación, el gobierno de Eduardo Frei Montalva consideró necesaria la existencia de una televisión pública que también tuviese cobertura nacional para transmitir en un territorio de grandes accidentes geográficos. Para ello, el 31 de enero de 1969 fue creada una sociedad de responsabilidad limitada denominada Televisión Nacional de Chile Ltda. Los socios originales fueron la Corporación de Fomento de la Producción (Corfo) con un 80 % de propiedad (aportando 9 200 000 escudos), la productora Chilefilms con 10 % y la Empresa Nacional de Telecomunicaciones (Entel) con un 10 %. Las tres empresas, de propiedad estatal, establecieron la señal de TVN por medio de la red troncal de telecomunicaciones de Chile y una serie de transmisiones de prueba en diferentes provincias.

### Primeras señales (1968-1969)

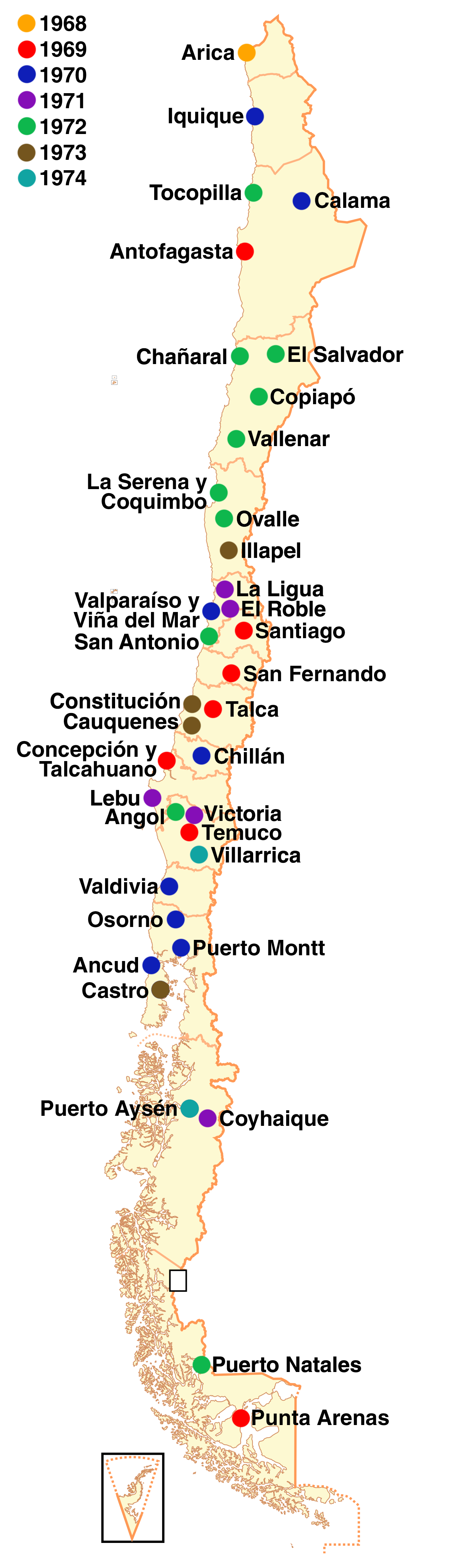
Principales localidades donde se instalaron señales de TVN entre 1968 y 1974.

La primera señal establecida por Televisión Nacional de Chile fue en la frecuencia 7 de Arica —siendo Guillermo Gómez su director— y contó con el apoyo de la Junta de Adelanto de Arica, iniciando sus transmisiones el 12 de diciembre de 1968 al ser inaugurada oficialmente por el presidente Eduardo Frei Montalva, con estudios provisorios en el Edificio Plaza y su planta transmisora en el Morro de Arica, contando solamente con programación enviada desde Santiago. El 27 de octubre de 1969 trasladó su frecuencia al canal 5.
Posteriormente, el 1 de febrero de 1969 se iniciaron las transmisiones del canal 6 de Punta Arenas; la inauguración contó con la presencia del presidente Eduardo Frei Montalva, además del intendente de Magallanes, Mateo Martinic. Su director fue Manuel Zuleta y sus estudios se ubicaban inicialmente en Yugoslavia 670 (la calle posteriormente fue renombrada como «Croacia»), mientras que la planta transmisora estaba ubicada en el monte Fenton (conocido como cerro Mirador) ubicado 9 kilómetros al oeste del centro de la ciudad.
El 15 de mayo de 1969 ingresó a trabajar a los estudios de TVN en Santiago la camarógrafa Carmen Farías Páez, la primera mujer operadora de cámaras televisivas en Chile y Latinoamérica. Farías realizó un curso en el departamento de Electricidad de la Universidad de Chile.
La siguiente estación de TVN en iniciar transmisiones fue Talca el 21 de mayo de 1969 a través de una antena en el cerro El Peñón, la cual recibía su programación directamente desde Santiago —aún cuando la estación en esta última ciudad no inauguraba oficialmente sus transmisiones—, incluyendo el programa Kilómetro 250 dedicado exclusivamente a la capital del Maule (el nombre hacía referencia a la distancia entre Santiago y Talca). El primer día de emisiones hacia Talca coincidió con la emisión del mensaje presidencial ante el Congreso Nacional, y el 15 de septiembre se aumentó la potencia del transmisor de Talca para alcanzar las ciudades de Curicó por el norte y Parral por el sur.
En la jornada del 15 de julio de 1969 fueron inauguradas oficialmente las transmisiones del canal 6 de Antofagasta, el cual también recibía la programación desde Santiago, pero de forma diferida. En la inauguración estuvieron presentes Eduardo Guzmán, antiguo director del Canal 3 y después gerente de programación de TVN, además de Pedro Aranda, quien asumió como director del Canal 6. Sus estudios provisorios se encontraban ubicados en Prat 435 Oficina 21 y en el antiguo Colegio San José (ubicado en la esquina de José Miguel Carrera con Antonio Poupin), mientras que sus estudios definitivos se ubicaron en General Borgoño 934, los cuales fueron inaugurados el 18 de septiembre de 1970, siendo en aquel entonces director del Canal 6, Carlos Saavedra Palma.
Finalmente, el jueves 18 de septiembre de 1969 se inauguraron las transmisiones estables en la frecuencia 7 de Santiago y el canal 10 de Concepción (en noviembre de ese mismo año la repetidora penquista se trasladaría al cerro Centinela, cambiando su frecuencia al canal 4), presentando en aquel día —entre otros programas— un espacio sobre la vida de Pablo Neruda y bailes folclóricos desde el fundo Casas Viejas de Conchalí realizados por el Ballet Folclórico Nacional con motivo de las Fiestas Patrias. La estación de Santiago había emitido con anterioridad y de forma experimental el mensaje presidencial del 21 de mayo, los partidos de Chile en la Copa Davis del 6, 7 y 8 de junio de ese año, y la llegada del hombre a la Luna en la noche del 20 al 21 de julio.

### Establecimiento de la red nacional (1969-1973)

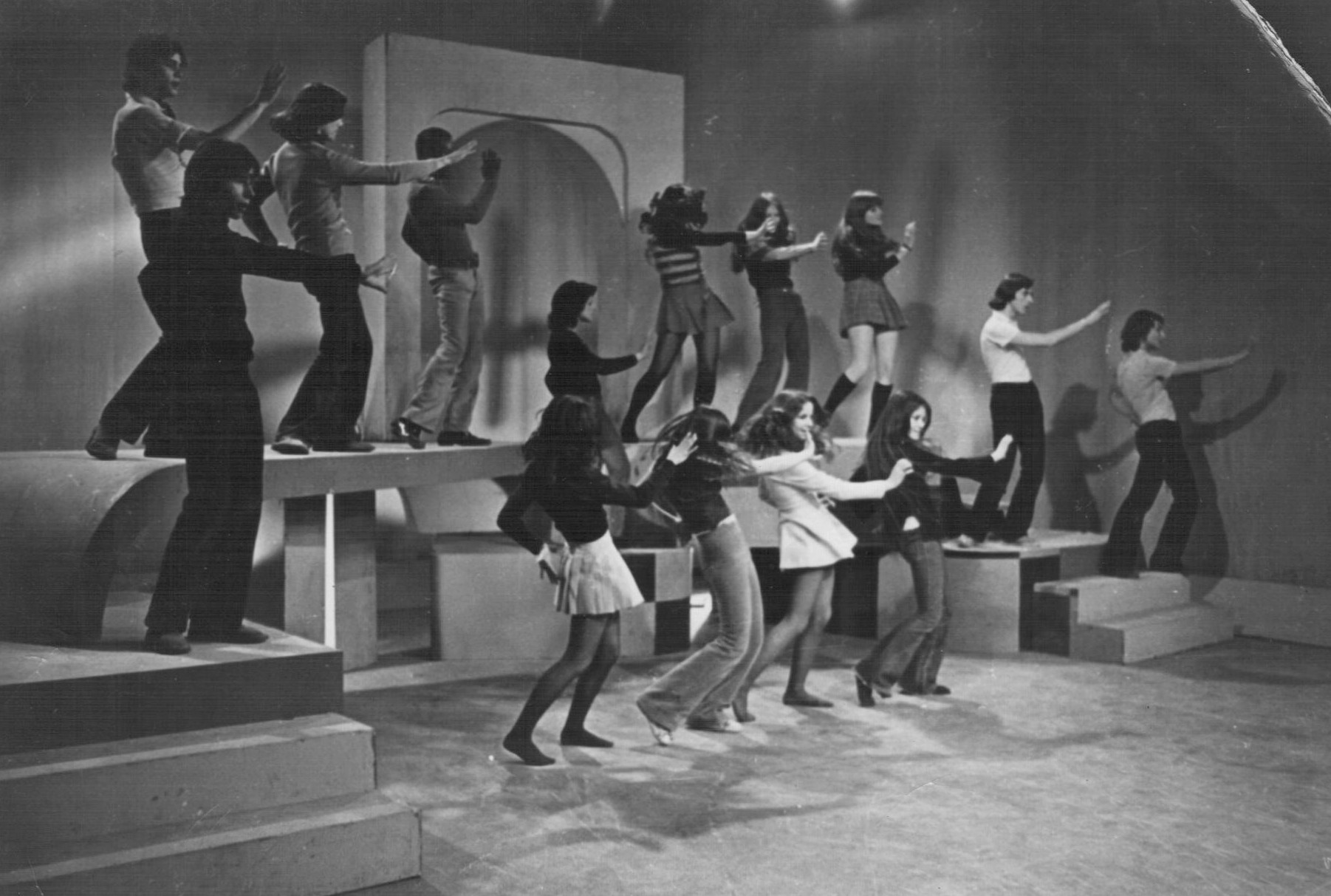
Una emisión del programa Música libre en 1970.

Luego que se iniciaran oficialmente las transmisiones regulares de Televisión Nacional en Santiago el 18 de septiembre de 1969, abarcando en ese entonces solo 6 de las 25 provincias del territorio nacional, el canal poseía una programación estable que en los siguientes meses alcanzaría más de doce horas de transmisión diaria, aunque a diferencia de lo esperado, no funcionando bajo el modelo de filiales o canales asociados en provincias, sino que todas las estaciones recibían la misma programación, algunas de ellas en diferido debido a que no se encontraban conectadas a la red troncal de Entel. El 21 de marzo de 1970 el canal emitió uno de sus primeros programas recibidos vía satélite: el Festival de la Canción de Eurovisión, realizado en Ámsterdam.
Inicialmente sus estudios se concentraron en el Palacio García-Huidobro Fernández, perteneciente a la familia del poeta Vicente Huidobro y el cual era arrendado por el canal, ubicado en las intersecciones de la Avenida Libertador General Bernardo O'Higgins (Alameda) con calle San Martín, cerca de la torre Entel y el Palacio de La Moneda, mientras que las oficinas administrativas se encontraban a un costado de la Catedral Metropolitana de Santiago; finalmente se inauguraron los estudios definitivos el 20 de agosto de 1970 en avenida Bellavista 0990, en el Barrio Bellavista de la comuna de Providencia, Santiago, con programas como Martini al instante, La manivela y la telenovela El padre gallo. El 29 de julio de 1971 el canal tuvo a su primer mártir con el fallecimiento de César Millas, director del show Musical 0990, al impactar con la hélice de un avión mientras trabajaba durante unas filmaciones de dicho espacio.

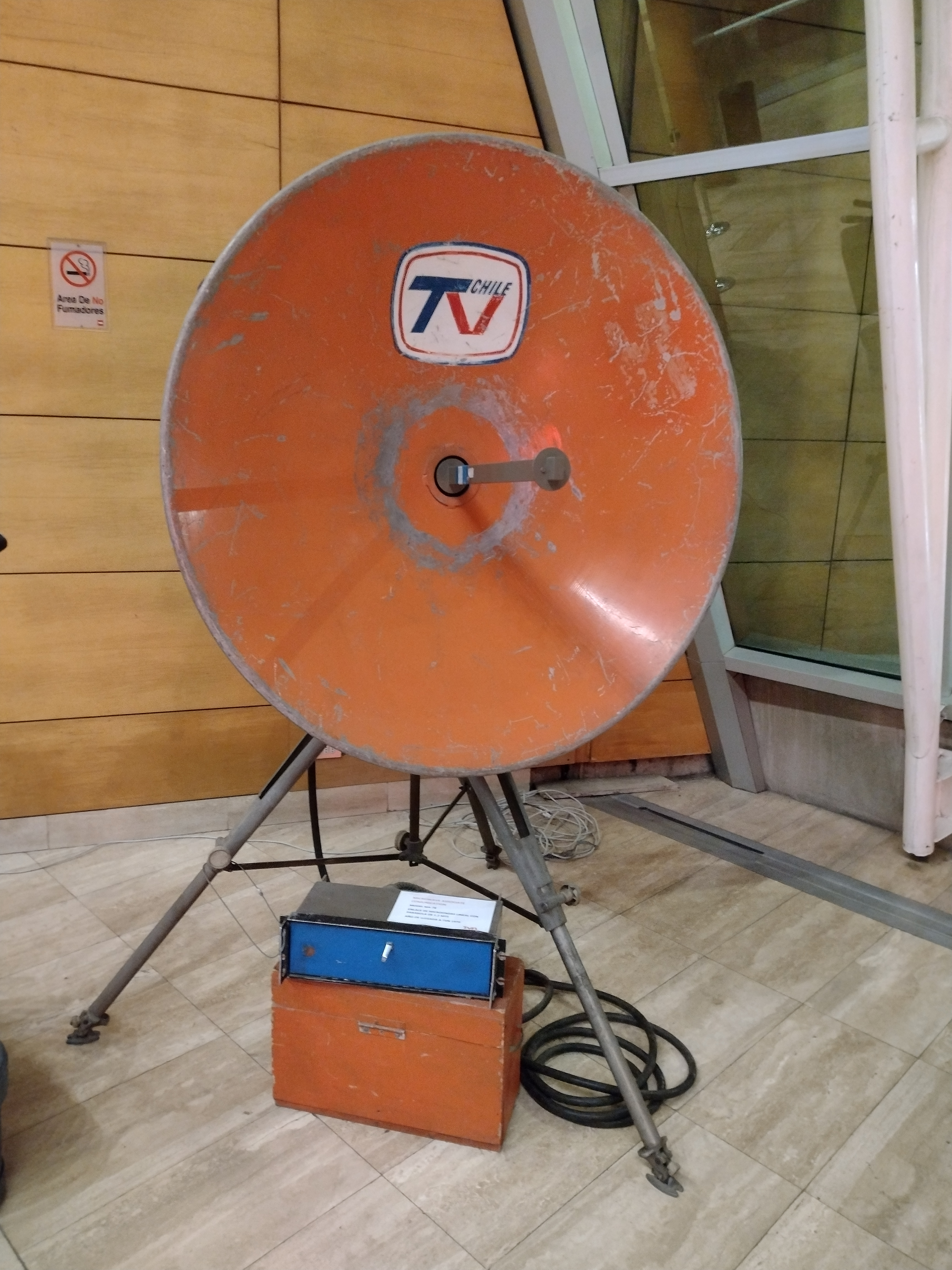
Enlace de microondas utilizado por TVN desde 1970.

La expansión de la señal principal se llevó a cabo en San Fernando (canal 3) el 8 de noviembre de 1969; Temuco (canal 7) el 14 de noviembre del mismo año; Valparaíso y Viña del Mar (canal 6) el 6 de abril de 1970; Iquique el 23 de mayo de 1970, por medio de la frecuencia 11 (posteriormente trasladaría su señal al canal 10); mientras que el 2 de julio lo hizo hacia Calama y Chuquicamata en el canal 10. En agosto del mismo año se realizó una semana de inauguraciones de estaciones repetidoras, con lo cual la señal incluyó a:
- Chillán y Los Ángeles (canal 6) el 15 de agosto —mediante una antena en el cerro Cayumanqui que cubre ambas ciudades—.
- Valdivia (canal 13) el 16 de agosto —posteriormente trasladaría su frecuencia al canal 3—.
- Osorno (canal 10) el 17 de agosto —en agosto de 1972 trasladaría su frecuencia al canal 5—.
- Puerto Montt (canal 8) el 18 de agosto —en agosto de 1972 trasladaría su frecuencia al canal 4—.
- Ancud (canal 12) el 19 de agosto —posteriormente trasladaría su frecuencia al canal 7—.
- Inauguración de los nuevos estudios en Santiago (Bellavista 0990) el 20 de agosto.[39]

Posteriormente su expansión alcanzó nuevas localidades, como San José de Maipo (canal 10) el 8 de octubre de 1970, Lebu (canal 13) en febrero de 1971, Victoria (canal 3) en marzo del mismo año, El Roble (canal 2) el 4 de abril —con ocasión de la transmisión especial de las elecciones de regidores—, Coyhaique (canal 8) el 21 de mayo de 1971, La Ligua (canal 10) el 26 de noviembre de 1971, Angol (canal 8) en enero de 1972 —convirtiéndose en la estación número 25 del canal—, La Serena y Coquimbo (canal 4) el 8 de junio de 1972, Ovalle (canal 10) en el mismo mes, San Antonio (canal 12) en julio, Chañaral (canal 13) y El Salvador (canal 10) en agosto y Vallenar (canal 12), Copiapó (canal 7), Tocopilla (canal 12, desde el 29 de septiembre de 1972) y María Elena-Pedro de Valdivia (canal 7) en septiembre del mismo año, Puerto Natales (canal 7) el 7 de diciembre, Cauquenes (canal 9) y Castro (canal 10) en febrero de 1973, y Toconey (canal 12) en marzo del mismo año. El Canal 6 de Antofagasta sirvió desde 1970 como central de emisiones de la Red Norte de Televisión Nacional de Chile, que presentaba para las provincias de Tarapacá, Antofagasta y Atacama una programación separada de la emitida desde Santiago; dichas emisiones se suspendieron tras el golpe de Estado del 11 de septiembre de 1973 al conectarse de forma permanente con la señal realizada desde la capital chilena.
TVN, ya posicionado como un medio de información a principios de esa década, tuvo que ser ordenado mediante la ley 17 377 del 24 de octubre de 1970, que orientó de reconocimiento legal a la estación —pasando de ser denominada «Televisión Nacional de Chile Ltda.» a simplemente «Televisión Nacional de Chile» como empresa estatal— y disponiéndola de «carácter público», ya que la ley 7039 de 1958 no contemplaba esto último.
Originalmente la misión del canal era ser un medio pluralista e independiente del gobierno de turno, del cual se pretendió «integrar, informar, entretener y dar cultura a la familia chilena», conceptos que el Ministerio de Educación y el grupo de profesionales que dirigieron TVN, emprendieron en un principio. Sin embargo, la situación social del país estaba convulsionada y en constante división, por ello el gobierno de Salvador Allende inicialmente, y la dictadura de Augusto Pinochet después, utilizaron el canal como medio de propaganda e idealismo político para promover en las audiencias televisivas apoyo a sus gobiernos e ideologías.

### Dictadura militar (1973-1990)
El martes 11 de septiembre de 1973, tras el golpe de Estado, TVN no inició sus transmisiones durante la jornada y los estudios se mantuvieron cerrados durante cuatro días; además, hubo un asalto a la sede del canal donde abundantes cantidades de material audiovisual fueron quemadas por militares armados luego de intervenir en la estación, acabando con gran parte de los registros de los primeros años del canal. Durante los días que estuvo cerrado, el Canal 13 ocupó la señal de TVN transmitiendo a través de la red troncal de Entel porque fue la única autorizada a transmitir después del golpe de Estado. Tras retomar las emisiones en la noche del 14 de septiembre, TVN se transforma en el medio televisivo oficial de la nueva dictadura militar de ese país, con manejo informativo y fuerte control en la programación, otorgándole ventaja en audiencias a Canal 13 y su noticiero Teletrece, que fue considerado «más liberal».
| Señal de telecine Señal de imagen y sonido | Señal de sonido Señal de retorno |

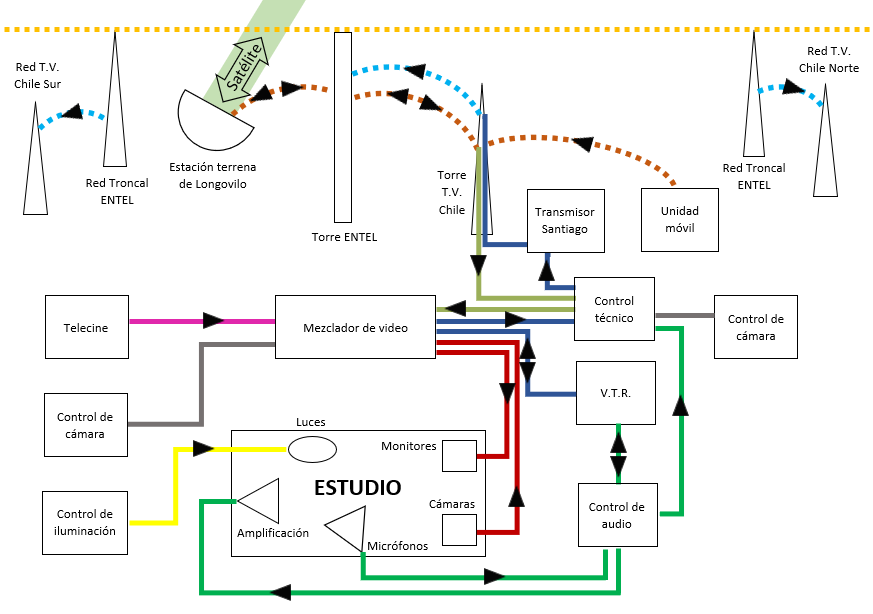
Diagrama de generación y envío de señales de TVN entre fines de los años 1970 e inicios de los años 1980.
Señal de telecine
Señal de imagen y sonido
Señal de sonido
Señal de retorno
Energía eléctrica controlada para iluminación
Enlace de microondas interno con móvil y Entel (línea punteada)
Enlace de microondas de salida entre Entel y TVN (línea punteada)
Red troncal de microondas (línea punteada)

Después del Golpe de Estado, la programación de Televisión Nacional fue renovada con el fin de aumentar la audiencia frente a la competencia que ofrecían los otros canales de la televisión chilena, en un periodo donde se incrementó la compra de aparatos y la cantidad de espectadores. Uno de los principales cambios fue llevado a cabo en la tarde del 7 de abril de 1975 cuando debuta el nuevo noticiero del canal, 60 minutos, presentado por Bernardo de la Maza. El espacio proponía credibilidad frente a la intervención que existía en la estación y se mantuvo en emisión hasta 1988 con diferentes presentadores. En 1976 se estrenó el programa de humor y beneficencia Dingolondango que fue presentado por Enrique Maluenda; el espacio duró dos años y fue el precedente de Jappening con ja y el Festival de la una, ambos emitidos por TVN tras su término. En junio de 1976 debutó la «Franja Cultural» establecida por el Consejo Nacional de Televisión de Chile y en la cual todos los canales transmitían contenidos culturales simultáneamente en un horario determinado.
Durante este periodo, TVN continuó su expansión a lo largo del país, alcanzó nuevas ciudades e instaló repetidoras en distintas localidades, como por ejemplo El Espino (canal 7) en diciembre de 1973, Puerto Aysén en junio de 1974, Isla de Pascua el 24 de enero de 1975 mediante la instalación de una estación local, Galvarino, Cullen, Posesión, Los Vilos, Monte Patria, Cañete, Mataquito y Achao en 1975, Vicuña en diciembre del mismo año, Panguipulli, Punitaqui y El Salado en 1976, Taltal el 11 de abril de 1977, Domeyko y Huasco en 1978, Puerto Williams en abril de 1979, Quellón durante el mismo año —con lo cual se cubrió la casi totalidad de la isla grande de Chiloé— junto con la interconexión de las estaciones independientes de Coyhaique y Puerto Aysén a partir del 27 de mayo de 1979, Cabildo, Petorca y Pozo Almonte en 1980, Hierro Viejo, Purén, Los Sauces, Salamanca, Los Lagos, Chaitén, Futaleufú, Chile Chico, Contulmo y Curanilahue durante 1981, Loncoche y Papudo en octubre del mismo año, Pisagua en noviembre de 1981 y Putre en junio de 1982 —siendo esta última la repetidora número 100 de la señal estatal—. En 1985 la señal de TVN llegó a la Base Presidente Eduardo Frei Montalva en la Antártica Chilena, mientras que el 9 de febrero de 1986 fue inaugurado en Viña del Mar un nuevo transmisor del canal, con lo cual la señal de TVN para el Gran Valparaíso pasó del canal 6 (en funcionamiento desde 1970) al canal 12 que utiliza en la actualidad. En septiembre de ese mismo año se iniciaron las transmisiones de TVN hacia el archipiélago Juan Fernández. Para 1988, la señal de TVN llegó a Rancagua.[cita requerida]
Las primeras producciones en color realizadas por TVN se iniciaron durante el segundo semestre de 1977 y ese mismo año se adquirió el primer equipo móvil en color, siendo la primera transmisión experimental en vivo y en color la correspondiente a la noche final del Festival de Viña del Mar el lunes 6 de febrero de 1978. No obstante, el decreto 480 que se encontraba vigente desde el 10 de septiembre de 1976 restringía la importación de televisores en colores. Este reglamento desarrollado por el entonces Ministro de Economía, Fomento y Reconstrucción, Sergio de Castro Spikula y promulgado por Augusto Pinochet, fue abolido el 10 de abril de ese año con la promulgación de una nueva resolución que permitió la emisión en colores, normando como definición oficial en ese país el formato NTSC, propuesto por Estados Unidos. Al momento de la autorización y puesta en marcha, gran parte de la programación del canal ya se encontraba acondicionada y programas como La cafetera voladora, fueron desarrollados completamente con esta tecnología. Esto permitió la utilización de innumerables efectos especiales y, al tratarse de un espacio infantil, asombró a los espectadores de la época pudiendo extenderse hasta 1982 y marcando un precedente en la producción de programas de este tipo en Chile.
El 28 de marzo de 1982, un equipo de prensa de 60 minutos que había sido enviado para cubrir la guerra civil de El Salvador recibió un ataque con armas de fuego en un automóvil, rentado por la producción, en la zona de Mejicanos, Departamento de San Salvador. En el lugar falleció el camarógrafo Carlos Ruz Vieyra producto de un disparo y el sonidista Jorge Rodríguez resultó herido en un brazo.
Uno de los principales estrenos en 1984 fue el programa de investigación Informe especial el 7 de junio. Así mismo, entre julio y diciembre de ese año, se emitió la telenovela La torre 10, creada por Néstor Castagno y dirigida por Vicente Sabatini, que estaba basada en una comunidad de un edificio en Santiago. En los cinco meses de emisión, La torre 10 se convirtió en uno de los mayores éxitos del canal en esa época, alcanzando un promedio de 49 puntos de audiencia bajo el antiguo sistema de mediciones. En consecuencia, fue la primera ocasión en que TVN logra popularidad desbordante en una telenovela, provocando desde entonces que se igualara la competencia por los espectadores frente al dominio que ofrecía Canal 13 y sus producciones dramáticas. Posteriormente, tras el éxito de La torre 10, en 1985 se transmitieron otras ficciones como Marta a las ocho y Morir de amor. Al mismo tiempo, el 31 de marzo de 1985 debutó el espacio deportivo Zoom deportivo y durante el año nuevas temporadas del programa infantil Mazapán. De 1986 destacan las ficciones La dama del balcón —que fue censurada por la dictadura militar debido a que la trama incluía entre sus antagonistas a nazis, siendo reestrenada sin cortes en 1990, tras el retorno a la democracia— y La villa, mientras que de 1987 La Quintrala y Mi nombre es Lara.

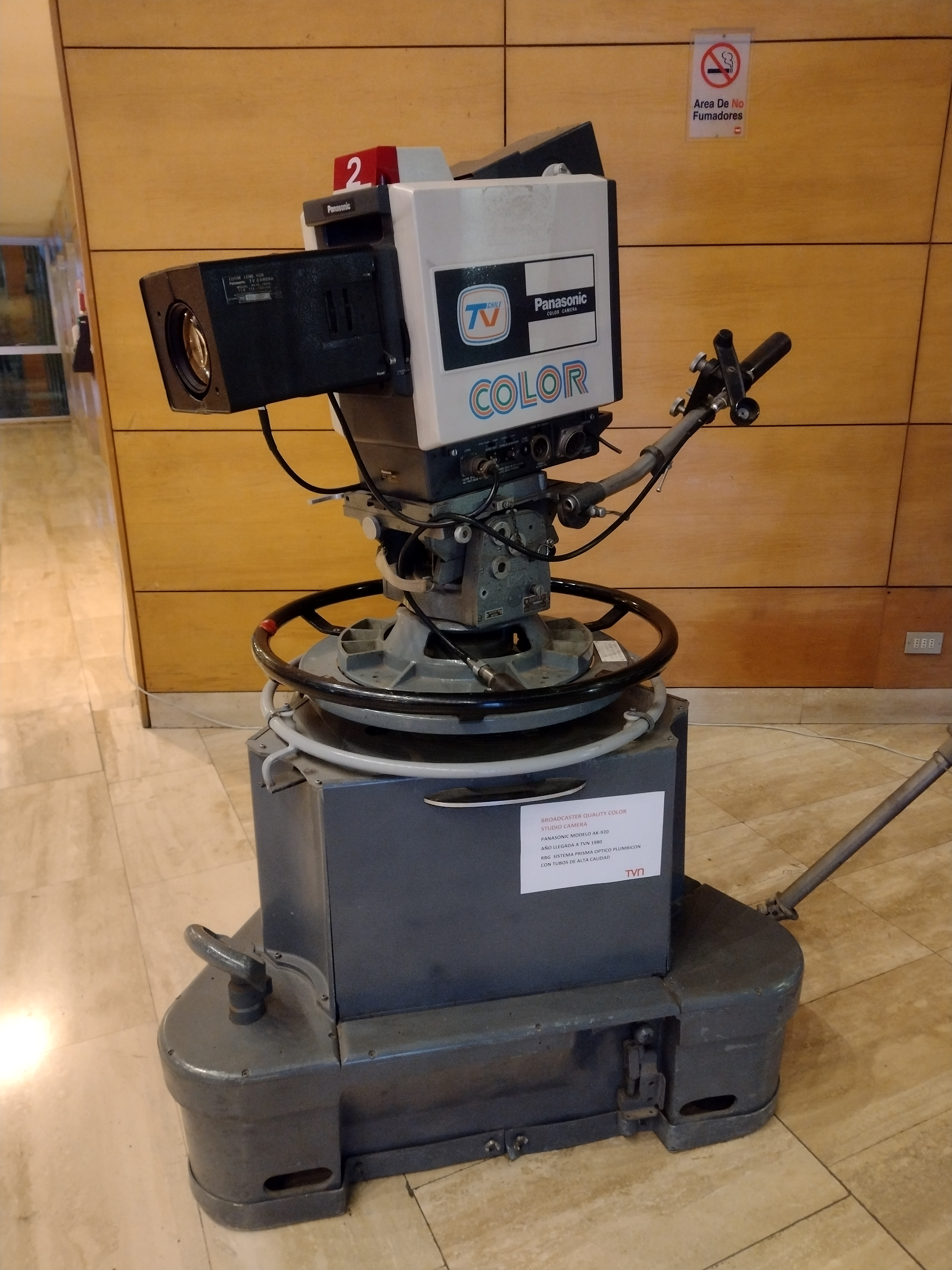
Cámara en color utilizada en TVN desde 1980.

Bellas y audaces fue transmitida con éxito entre marzo y agosto de 1988 como una adaptación de la telenovela brasilera Locomotivas de 1977. La popularidad de la telenovela en Televisión Nacional provocó la venta de hasta 140 mil copias de su banda sonora en casete. Además, Bellas y audaces fue un símbolo de la moda y cultura popular de Chile durante esa época. Tras el término se emitió Las dos caras del amor en el segundo semestre de 1988 y posteriormente en 1989 A la sombra del ángel que fue la última telenovela de TVN de la década de 1980. No obstante, la programación de la época también se enfocó en las series y durante ese tiempo se estrenaron Teresa de los Andes y Los Venegas. Esta última, una de las más populares, alcanzando 21 años seguidos de emisión.
Con el paso de la década de 1980, Televisión Nacional creció con diversos programas y avances tecnológicos. Se convirtió en el primer canal chileno en transmitir su programación vía satélite, en 1986 estrenó su segunda señal y en 1989 inauguró su señal internacional. Sin embargo, pese a todos los logros técnicos, la empresa es criticada por su informativo 60 minutos por tergiversar las noticias e informaciones que cada día repercutieron a la sociedad durante la época, así como también por millonarios fracasos de sintonía como Porque hoy es sábado, además de la progresiva pérdida de credibilidad, prestigio y audiencia, conllevaron a la reorganización y replantear la misión e identidad del canal, reformas que solo se concretarían con el retorno a la democracia en 1990.

### Retorno a la democracia (1990-2000)
En marzo de 1990, tras el regreso a la democracia bajo el mandato del presidente Patricio Aylwin, se hizo pública la crítica situación financiera de Televisión Nacional. Con graves problemas económicos, falta de credibilidad y extrema asociación a la dictadura de Augusto Pinochet como plataforma de propaganda se decidió llamar a Jorge Navarrete, uno de los fundadores de TVN a finales de la década de 1960 y posteriormente a Bernardo de la Maza, Bartolomé Dezerega y a Patricia Politzer, con el fin de rearmar la misión de la empresa y que volviera a sus fines originales. Por otro lado y ante la amenaza de un cierre, la empresa debió desprenderse de algunas señales y capitalizarse primero mediante la venta de activos. De esta forma el canal 4 (actualmente La Red) —por entonces una retransmisora en San José de Maipo de TVN—, la Señal 2 (canal 9 de Santiago) —actualmente Mega— y el Canal 2 (actualmente Telecanal) —por entonces repetidora en el Cerro El Roble—, pasaron a manos de operadores privados.
Durante la primera mitad de la década, TVN se transformó en líder de audiencia en varios segmentos horarios y aumentó su credibilidad. El nuevo noticiero 24 horas, conducido por Cecilia Serrano y Bernardo de la Maza, fue estrenado el 1 de octubre de 1990. También llegaron El mirador, Buenos días a todos, Mea Culpa y Tierra adentro.
El 30 de marzo de 1992 se decretó la segunda ley de televisión 19 132. Esta fue ampliamente debatida entre gobierno y oposición, consagrando a Televisión Nacional como una empresa autónoma del Estado con personalidad jurídica de derecho propio y estableciendo que su patrimonio debe ser administrado por un directorio, en cuya designación intervienen el presidente de la república y el Senado, además un representante de los trabajadores del canal. Esa legislación buscó transformar a TVN en un medio autónomo, pluralista y representativo, logrando el objetivo original propuesto en sus inicios de una imparcialidad programática de contenidos intentando tener una independencia del gobierno. Otro factor fue la complementación de un sistema de autofinanciamiento, dejando de percibir fondos públicos. De esta forma, con el nuevo modelo de organización TVN logra grandes hitos como el inicio de transmisiones en sonido estéreo en 1993, la creación de centros de televisión regionales, la primera transmisión en directo a Isla de Pascua en 1996, la primera transmisión experimental en alta definición en 1999 y la remodelación por completo del centro de televisión de TVN en 2000 —cuya primera etapa fue inaugurada en 2002 y la segunda en 2005—.

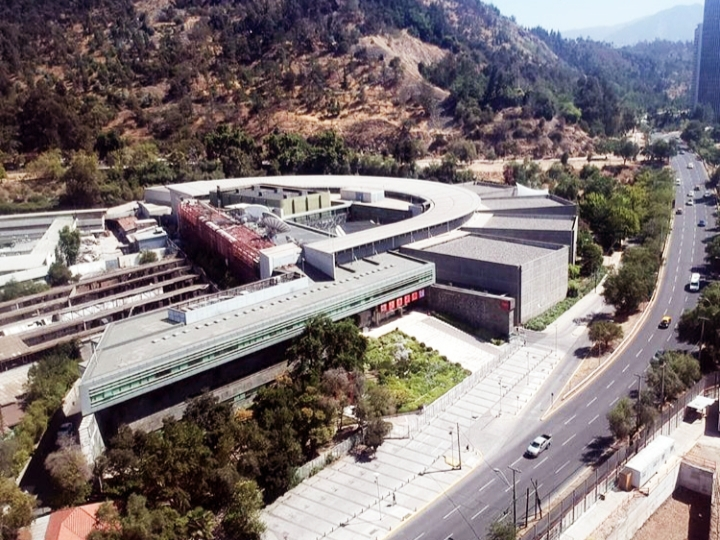
El edificio corporativo en Santiago fue remodelado entre 1999 y 2005.

A mediados de la década se potenció y se reestructuró el contenido de las ficciones del área dramática junto a los directores Vicente Sabatini y María Eugenia Rencoret, además de un equipo de actores como Claudia Di Girolamo, Bastián Bodenhöfer, Francisco Reyes, Jael Unger, Alfredo Castro, Carolina Fadic, Álvaro Rudolphy, Coca Guazzini, Mauricio Pesutic, Delfina Guzmán entre muchos otros. Ante esto se realizaron telenovelas temáticas de contenido social, representativas y populares con una fórmula que se caracterizó por descentralizar las producciones dramáticas a través de distintas locaciones con Isla de Pascua, Chiloé, Pucón, Mejillones y Humberstone, entre otras. De esta manera se cimentó la denominada «Época de Oro de las teleseries» con el rol social que se impuso Televisión Nacional a principio de la década y la construcción de una sociedad más tolerante, basada en los principios de la democracia, la libertad de expresión y aportar a las problemáticas de la sociedad chilena.

### Expansión de las audiencias (2000-2015)
TVN recibió al denominado «nuevo milenio» con el programa especial 2000 hoy que fue emitido en varios segmentos durante la jornada del 31 de diciembre de 1999 y contó con la participación de varios rostros del canal. El espacio emitió en directo la llegada del año 2000 desde diferentes partes del mundo y durante la noche tras el mensaje en cadena nacional del presidente Eduardo Frei Ruiz-Tagle se transmitió un espectáculo musical desde el centro de Santiago para esperar el nuevo año en Chile. Desde entonces, se continuó con el éxito que poseía el canal a finales de la década de 1990 y con la llegada del 2000, varios programas se volvieron populares como la telenovela Romané que obtuvo 50 puntos de audiencia en su episodio final. Adicionalmente, durante ese año se desarrolló la cobertura de la segunda vuelta presidencial y los Juegos Olímpicos de Sídney.
En la tarde del 19 de diciembre de 2000, se dio a conocer la renuncia de René Cortázar en su cargo de director ejecutivo, tras una polémica en torno al episodio La CIA en Chile del programa Informe especial que detalló la intervención de la Agencia Central de Inteligencia estadounidense durante el gobierno del presidente Salvador Allende. 
Antes de la emisión algunos miembros del directorio pidieron que el director ejecutivo interviniera. Entonces, Cortázar solicitó modificaciones en el programa al director de prensa, Jaime Moreno, pero este último se rehusó y finalmente el programa se emitió íntegramente en noviembre de ese año. Esto provocó la salida abrupta de René Cortázar, pese a que durante su gestión en su último año, TVN vivió un periodo de prosperidad económica con utilidades superiores a tres mil millones de pesos.
TVN experimentó un alza de espectadores en su programación durante 2001 y 2002. El 7 de marzo debutó la telenovela de época Pampa ilusión con bajos índices que se empinaron conforme la trama se desarrollaba y le permitió finalizar el 3 de agosto de 2001 con 55 puntos de audiencia, en una historia que se basaba en las oficinas salitreras de Humberstone y Santa Laura durante la década de 1930. El lunes siguiente, tras el término de Pampa ilusión el 6 de agosto se estrenó Amores de mercado que alcanzó 64 puntos de audiencia en su episodio final del 28 de diciembre de ese año, la más alta en un programa de ficción en Chile bajo mediciones digitales. Posteriormente, tras el término de Amores de mercado, en 2002 El circo de las Montini obtuvo popularidad en la televisión chilena, pero también críticas, especialmente de artistas circenses y su percepción de que la telenovela «los denigraba» en términos educacionales. Durante diciembre de 2002, se estrenó el programa de concursos Rojo presentado por Rafael Araneda que logró arrebatarle gran parte de los espectadores al popular programa Mekano de Mega. Rojo en su tarea de buscar talentos y exponerlos en el programa, lanzó a la fama a varios cantantes y bailarines en Chile, también provocó altas cifras de audiencias, miles de discos vendidos y espectáculos musicales por todo el país.
Durante la mañana del 15 de marzo de 2003, se estrenó por Televisión Nacional 31 minutos que rápidamente alcanzó altos niveles de audiencia en Chile. Debido al éxito, se puso a la venta una serie de productos relacionados con el programa como álbumes con las canciones de la serie, títeres de los personajes y álbumes de láminas. Asimismo, debido a la popularidad se comenzó a emitir el programa en otros países, se produjeron nuevas temporadas, una película fue lanzada en 2008 y hasta espectáculos musicales, pudiendo llegar hasta el Festival de Viña del Mar en 2013. Por ello, 31 minutos es reconocido como uno de los programas infantiles más famosos de Hispanoamérica.
En 2003, las producciones dramáticas propias como Puertas adentro y Pecadores no obtuvieron éxito frente a sus competencias televisivas, excepto 16 que se distinguió por ser totalmente ajena a todo lo que se había hecho antes en la televisión chilena. Su horario de emisión marcó un precedente ya que nunca antes se había transmitido en Chile una telenovela de producción propia a las 17:45 horas (15:45 en la zona horaria insular), asimismo, los personajes se caracterizaban por ser en su mayoría jóvenes rondando los 16-18 años, por ello, se le acuñó como «La teleserie joven de TVN». En efecto, 16 fue todo un éxito y se proyectó para una secuela denominada 17, que fue emitida en 2005.

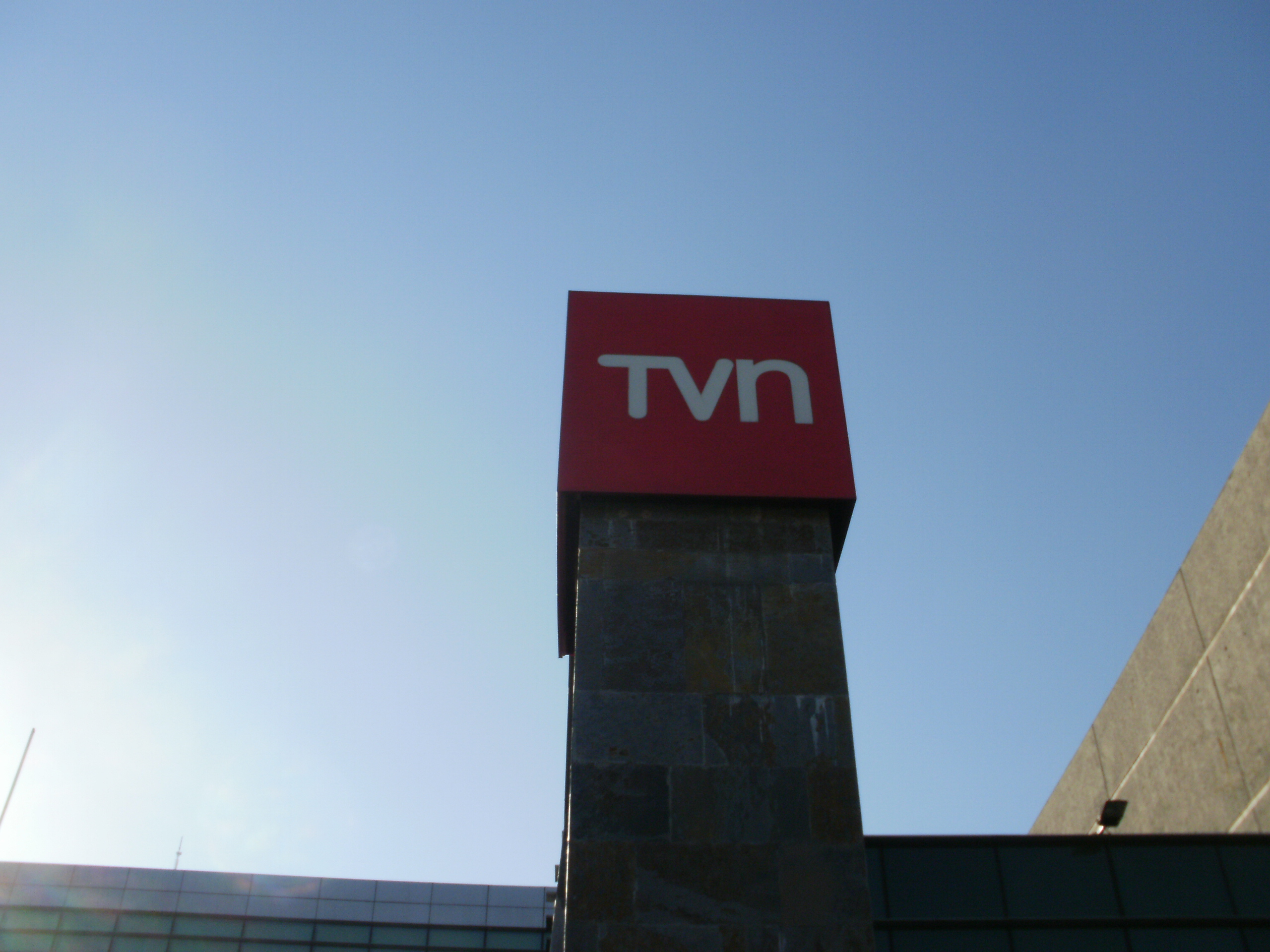
Logotipo afuera del edificio corporativo con el branding estrenado en 2004.

El 4 de enero de 2004 debutó una nueva imagen corporativa. En marzo de ese año se estrenó una nueva temporada de Rojo, varios programas y ficciones. Pero, uno de los principales movimientos se desarrolló en el noticiero 24 horas donde se marcó el fin de la dupla de conductores Bernardo de la Maza y Cecilia Serrano, para dar paso a una nueva generación de comunicadores como Amaro Gómez-Pablos, que desde entonces quedó a la cabeza del noticiero principal emitido a las 21 horas. Al mismo tiempo, durante ese mes se estrenó la telenovela de época Los Pincheira que fue transmitida con popularidad hasta septiembre y que posteriormente fue reemplazada por Destinos Cruzados. Adicionalmente, en 2004 debutó por la señal de TVN la primera telenovela nocturna Ídolos y las series Bienvenida realidad, Loco por ti y Geografía del deseo. Esta última, la primera ficción televisiva chilena grabada en formato de alta definición.
En la jornada del miércoles 1 de diciembre de 2004 a las 12:30 (CLST), TVN sufrió un incendio en sus estudios de Santiago que habían sido recién estrenados hace pocos años, debido a una falla eléctrica. El siniestro provocó la interrupción de la señal principal durante una hora y la evacuación de mil trabajadores de la estación. No hubo heridos y cuatro compañías de bomberos controlaron el incendio.
En 2005 hacen su debut los nuevos presentadores de los noticieros de 24 horas Consuelo Saavedra, Juan José Lavín, Monserrat Álvarez y Mónica Rincón, acompañando a los conductores que continuaron tras la reestructuración que se vivió un año antes. También, durante el año se estrenan varios programas y telenovelas como Los Capo y Versus, que no obtuvieron índices de audiencias favorables. Es por ello que, en el año fiscal de 2005, Televisión Nacional alcanzó pérdidas superiores a los 2200 millones de pesos, aunque también, durante ese año el canal conservó la segunda posición en ventas publicitarias adjudicándose 49 mil millones de pesos.

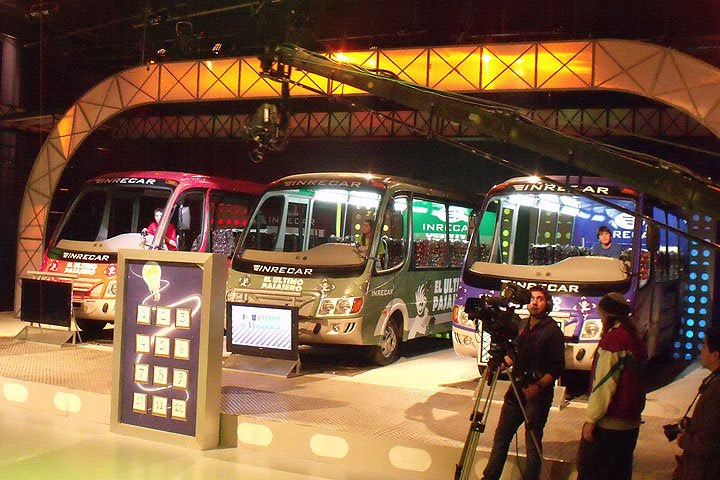
Una de las emisiones del programa El último pasajero que se estrenó en 2006.

Televisión Nacional se mantuvo estable en audiencias durante 2006. En marzo se estrenó la telenovela Cómplices protagonizada por Claudia Di Girolamo y Francisco Reyes, que triplicó la audiencia de Descarado de Canal 13. En el año comenzaron varios cambios en la programación y el desarrollo de nuevas estrategias frente al desgaste sufrido en 2005. Rojo, Pasiones y La cultura entretenida fueron renovados con nuevas temporadas, también, se anunciaron los nuevos programas Animal nocturno, El baile en TVN y El último pasajero, este último como una adaptación del programa homónimo argentino. El lunes 24 de abril de 2006, la Ilustre Municipalidad de Viña del Mar presidida por Virginia Reginato dio a conocer que las próximas cuatro ediciones del Festival Internacional de la Canción de Viña del Mar serían encabezadas por Televisión Nacional y Canal 13 tras ganar el proceso de licitación en la cual participaron también otros canales de televisión chilenos como Mega, quien se mostró como favorito para adjudicarse el evento.
Con Viña 2007, TVN volvió a emitir el certamen después de catorce años, esta vez bajo la conducción de Tonka Tomicic y Sergio Lagos, por acuerdo entre los dos canales. Durante ese año, la programación del canal se configuró de la forma esperada, Animal nocturno, El último pasajero y Pasiones continuaron siendo populares con nuevas temporadas. En el área dramática Alguien te mira se convirtió en el horario nocturno uno de los éxitos más grandes de la televisión chilena durante esa década, En su sustitución, se estrenó Cárcel de Mujeres, con Claudia Di Girolamo en el rol principal, con gran éxito de audiencia, logrando una segunda temporada en 2008. Asimismo, hubo éxito en otras producciones como Karkú. El espacio de telerrealidad basado en un entrenamiento militar, Pelotón, se volvió popular. Adicionalmente, de acuerdo a la Fundación Futuro en 2007, Buenos días a todos fue el programa matinal preferido por los chilenos y también Felipe Camiroaga, el presentador de este mismo. Sin embargo, durante ese año comenzó el ocaso de Rojo que disminuyó sus audiencias al igual que su competencia Mekano y finalmente se mantuvo en pantalla hasta mediados de 2008, cuando fue cancelado.
Con las producciones dramáticas El señor de La Querencia, Gen Mishima e Hijos Del Monte —la primera telenovela chilena grabada en alta definición—, Televisión Nacional obtuvo notoriedad entre las ficciones emitidas durante 2008. El 1 de agosto de 2008 se dio a conocer el proyecto del canal 24 Horas, que inició sus transmisiones el miércoles 4 de marzo de 2009 a las 20:00 (CLST), con el programa Hora clave presentado por Alejandro Guillier. Las audiencias durante el periodo se mantuvieron estables y conforme a las necesidades de la industria el 6 de noviembre de 2008, la presidenta Michelle Bachelet envió al parlamento un proyecto para fortalecer el rol de TVN como televisión pública en Chile y permitir una modernización. En efecto, las modificaciones que la presidenta pidió a la ley 19 132 en 2008 no se desarrollaron en su primer gobierno, pudiendo ser aprobado parte del proyecto (cambio de giro) recién en 2013 bajo la primera administración Piñera y la segunda parte (capitalización) recién en 2017 durante el segundo mandato de Bachelet, con un contexto monetario diferente, ya que en 2008 la situación económica de Televisión Nacional era estable.
Con motivo de la celebración del 50° aniversario del Festival de Viña del Mar se decidió escoger una nueva pareja de animadores para el certamen. De esta forma, Televisión Nacional y Canal 13 por acuerdo designaron a Felipe Camiroaga y Soledad Onetto, las figuras más potentes de cada canal que se mantuvieron conduciendo esa edición y la siguiente. Durante 2009, la programación de Televisión Nacional fue conformada por nuevas temporadas de Animal Nocturno, El último pasajero y Pelotón. Asimismo, se estrena Calle 7, Los exitosos Pells y Los ángeles de Estela, entre otros, que permitieron un año positivo económicamente para TVN. Pero, el éxito más grande de la televisión de ese país en 2009 fue la telenovela ¿Donde está Elisa?, alcanzando 51 puntos de audiencia en su episodio final, además fue un éxito de ventas para Televisión Nacional. A fines de 2009, la actriz Claudia Di Girolamo —protagonista de varias telenovelas éxito de audiencias— hizo pública su decisión de terminar el vínculo profesional con Televisión Nacional luego de 18 años, decisión que se vio anclada tras el despido del Gerente de Producción, ex director general de teleseries y pareja de la actriz, Vicente Sabatini.
En la madrugada del 27 de febrero de 2010, Televisión Nacional de Chile inicia sus transmisiones con un reporte de emergencia presentado por Mónica Rincón en todas las señales, informando de un terremoto en la zona centro sur. Desde entonces y de manera ininterrumpida al igual que otros medios de comunicación chilenos, la cobertura duró una semana continua aproximadamente, sin interrupciones. Asimismo, la última jornada de Viña 2010 fue cancelada y los estrenos de programas correspondientes a la primera semana de marzo fueron postergados. Con el paso de los meses TVN cubrió otras situaciones de igual o mayor envergadura. El 11 de marzo tuvo lugar en Valparaíso la investidura del nuevo Presidente de la República, Sebastián Piñera, en una ceremonia que contó con situaciones de emergencia. Además, con el derrumbe de la mina San José en Copiapó y el posterior rescate de los 33 mineros, se batieron altos índices de audiencia en televisión e Internet, en cuya transmisión que fue producida por Televisión Nacional. En 2010, también se logró transmitir en 3D el partido de fútbol entre Eslovaquia e Italia, en la Copa Mundial de la FIFA Sudáfrica el jueves 24 de junio de 2010.
En medio del programa Calle 7 por la señal principal en la tarde del viernes 2 de septiembre de 2011, 24 horas interrumpió la trasmisión para anunciar un accidente aéreo en el Archipiélago de Juan Fernández en el que estaban involucrados personas del canal. Con el paso de los días, se confirmó que entre los fallecidos se encontraban Felipe Camiroaga, Silvia Slier, Carolina Gatica, Rodrigo Cabezón y Roberto Bruce, miembros del programa matinal Buenos días a todos. El equipo tenía como misión reportar la inauguración de la reconstrucción de la Isla Robinson Crusoe, destruida durante el terremoto de 2010. 

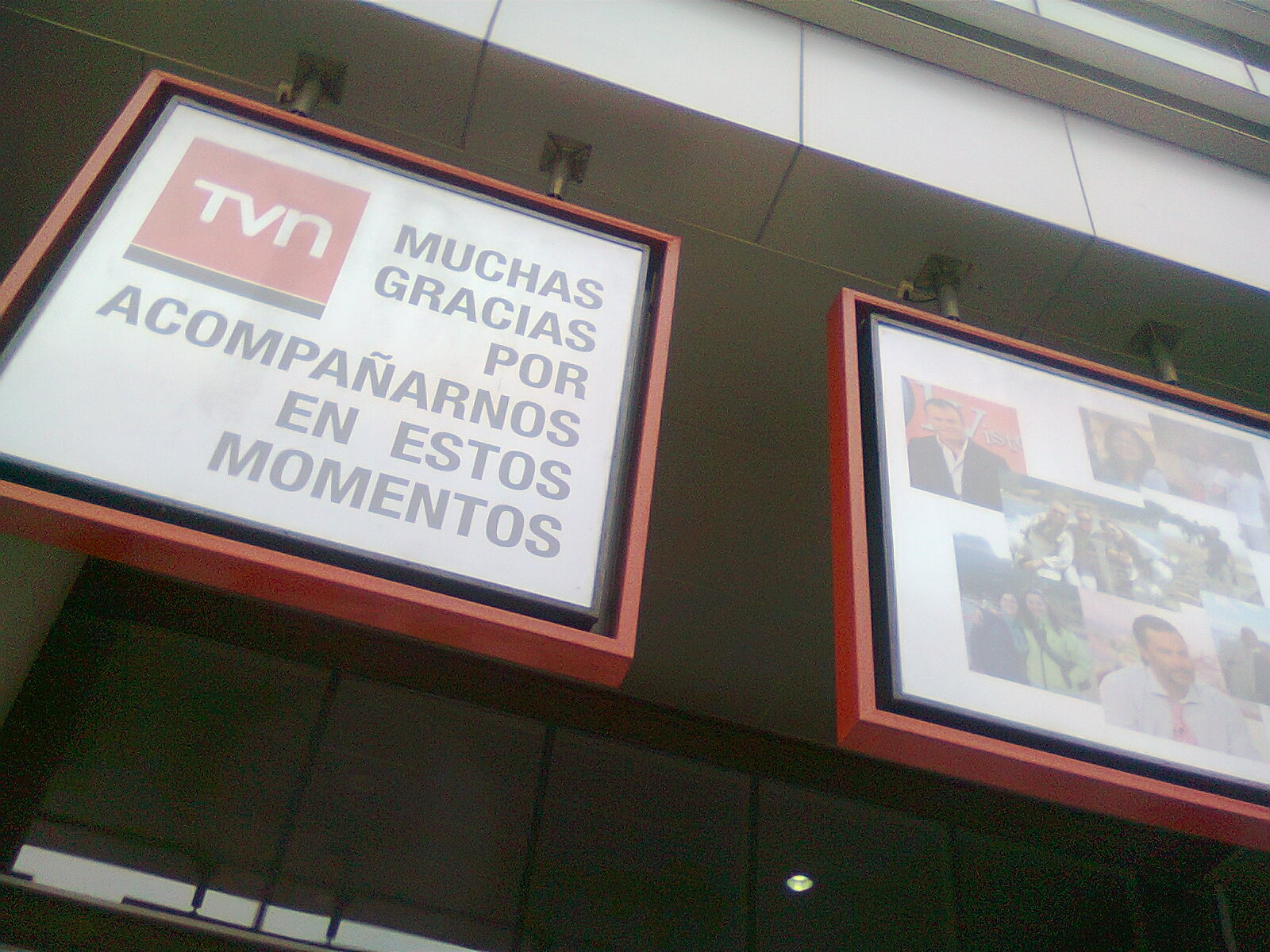
Cartel de agradecimiento afuera de TVN tras las muestras de apoyo.

Tras el accidente aéreo, existieron muestras de luto en todo Chile, especialmente a las afueras del edificio corporativo de Televisión Nacional en Providencia donde se completaron 18 libros de condolencias por más de mil personas y se organizaron vigilias por parte de los espectadores con velas, flores y fotografías en modo de agradecimiento. Además, se hicieron llegar más de 120 mil mensajes de condolencias por Internet. En el Buenos días a todos se rindió tributo a los fallecidos y se contó con la visita de los presentadores de los otros programas matinales de los canales de televisión chilenos. Durante las transmisiones en varias semanas, el canal utilizó en pantalla un lazo negro junto al logotipo institucional. Finalmente, el 13 de septiembre se llevó a cabo la misa de responso fúnebre de Felipe Camiroaga en el Patio de las comunicaciones del edificio de TVN que fue emitida por televisión con altas cifras de audiencia.
Posteriormente, fallecen el comentarista deportivo Sergio Livingstone, el martes 11 de septiembre de 2012, y el periodista Ricarte Soto, el viernes 20 de septiembre de 2013 debido a un cáncer al pulmón; este último, miembro del programa Buenos días a todos.
Entre 2011 y 2014 TVN lideró con ficciones como Aquí mando yo, El reemplazante, Dama y obrero, Pobre Rico y Somos los Carmona. Pero en noviembre de 2013, renunció la directora ejecutiva del Área Dramática María Eugenia Rencoret. Esto luego que el entonces presidente Mikel Uriarte decidiera renovarle el contrato solo por seis meses. Ella rechazó esta propuesta y con su salida hubo una fuga de actores, guionistas, productores y técnicos a la nueva Área Dramática de Mega. De esta forma, comenzó el fin del Área dramática de TVN al volverse insostenible por la fuga de talentos. Durante la gestión de Mikel Uriarte, que fue designado por Sebastián Piñera en abril de 2013, se comienza una crisis al interior de Televisión Nacional. Con el paso del tiempo más trabajadores, incluso de prensa, se comenzaron a cambiar producto de los altos salarios que les ofreció Mega. A finales de 2014, las telenovelas del canal como Vuelve temprano y El amor lo manejo yo decaen frente a sus competidores. Caleta del sol se transformó en la telenovela menos vista de la historia de la televisión chilena, frente al primer fenómeno de audiencias de Mega, Pituca sin lucas, realizada por el equipo de Rencoret, lo que generó un declive al interior de TVN y la desvinculación del nuevo director ejecutivo del Área Dramática, Alex Bowen.

### Crisis y reestructuración (2015-)

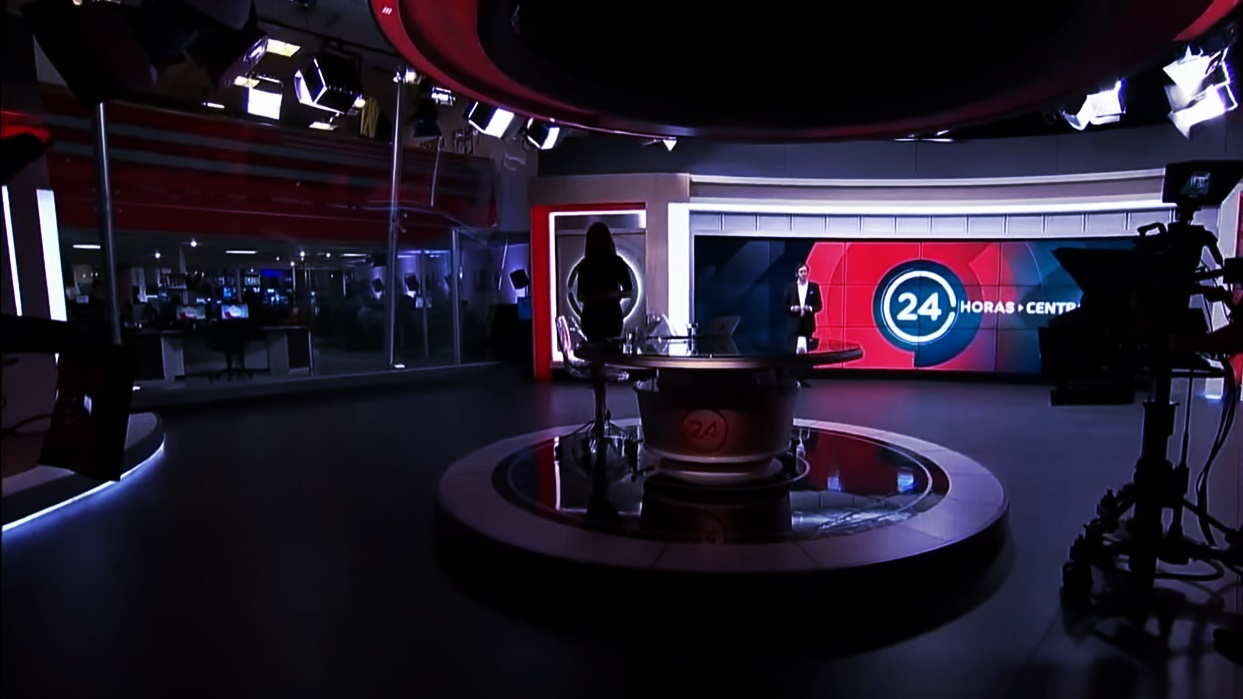
El estudio principal de 24 horas en noviembre de 2015

Las audiencias bajaron dramáticamente a principios de 2015 en todos los horarios. Las telenovelas de TVN pierden por completo su audiencia; el matinal Buenos días a todos que lideró su horario durante 20 años seguidos, pasó al cuarto lugar de audiencias frente a los otros canales; y los noticieros de 24 horas decaen en audiencia por primera vez en su historia. Las nuevas producciones Dueños del paraíso, Matriarcas, Esa no soy yo y La poseída no lograron revertir los bajos índices de audiencia. Durante 2015 se profundiza la crisis en TVN llegando a obtener pérdidas por sobre 23 mil millones de pesos en diciembre de 2015. A fines de 2015 los gastos del canal aumentaron para reestructurar el Canal 24 horas junto a todos los noticieros del canal, y Buenos días a todos, pero este último no logró los objetivos de audiencias y fue cancelado definitivamente en 2016. Posteriormente el matinal fue reemplazado por Muy buenos días, pero este último tampoco logró revertir los resultados de audiencia.
En mayo de 2016 la administración de la presidenta Michelle Bachelet envió un proyecto de ley al Congreso buscando que se autorice inyectar fondos públicos por 75 millones de dólares por la vía de aumento de capital. Bajo esta medida se buscaba que los recursos fueran destinados por la estatal para ajustarse a los cambios tecnológicos y operativos que impuso la ley de televisión digital. Además durante su discurso a congreso pleno el 21 de mayo de 2016, se anunció que el proyecto de recapitalización incluiría la creación de una nueva señal temática con programación cultural, con una inversión estimada de 25 millones de dólares y cuyo financiamiento dependería del Estado. En noviembre de 2016 TVN anunció pérdidas por 9859 millones de pesos, un 45 % inferior al mismo período de 2015. Los resultados económicos e índices de audiencia negativos se lograron revertir con la transmisión de los Juegos Olímpicos de ese año, y la telenovela El camionero. Mientras que el proyecto destinado al aumento de capital quedó en pausa durante diciembre de ese año debido a diferencias entre el Senado y la presidenta de la República, debiendo ser modificado por esta última con ayuda de parlamentarios de su coalición. De esta forma el proyecto fue nuevamente votado a mediados de 2017, con menor cantidad de dinero que el ofrecido inicialmente.

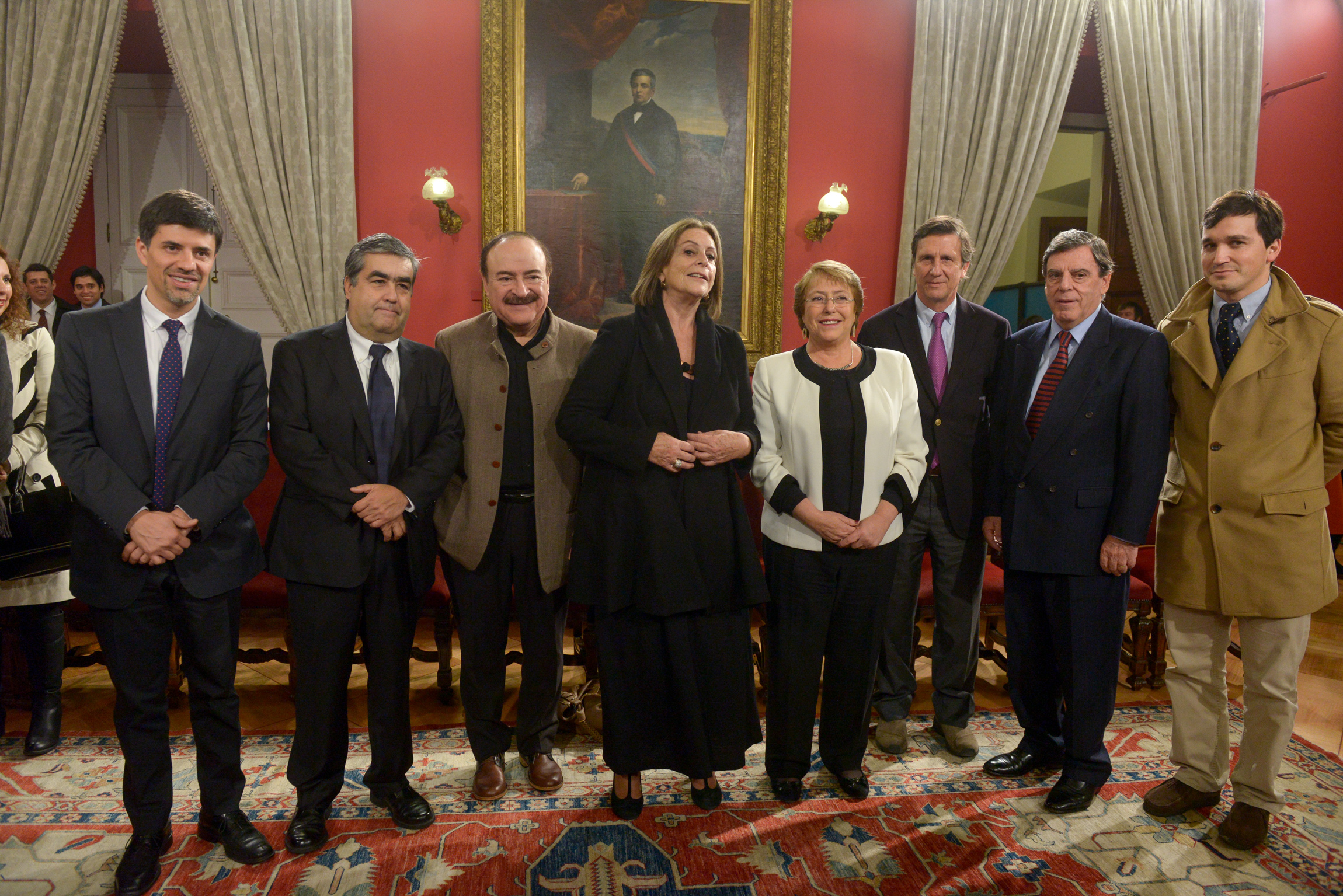
La presidenta Michelle Bachelet en conjunto con algunas autoridades y personalidades de TVN durante la firma del proyecto de modernización en mayo de 2016.

Con el paso de las primeras semanas de 2017, la situación económica y de audiencias de Televisión Nacional se mantuvo estable. Desde la Secretaría general de Gobierno tras conocer el informe financiero de TVN durante 2016 se estableció una propuesta de financiamiento de solo 60 millones de dólares y una fecha límite de votación en el congreso hasta el 27 de marzo de ese año. Sin embargo, el directorio evaluó no continuar con el proyecto del canal solamente cultural como estaba estimado inicialmente, para finalmente sustituirlo y pasar a un proyecto de un segundo canal con contenidos variados y con menos recursos económicos. Finalmente la capitalización prometida fue postergada y modificada en varias ocasiones hasta que el 7 de noviembre de 2017 el Senado aprobó la decisión de capitalizar con 47 millones de dólares a Televisión Nacional de Chile con 19 votos a favor y 7 abstenciones, aunque la disposición del canal cultural fue rechazada. La disposición pasó a la Comisión Mixta de Transportes y Telecomunicaciones que la autorizó el 20 de diciembre con 8 votos a favor y uno en contra. Con ello se dio inicio a la creación de la segunda señal de TVN con un capital de 18 millones de dólares.
Durante el proceso en el parlamento que se extendió por varios meses, TVN anunció una recuperación económica reduciendo las pérdidas en un 45% con respecto a 2016, alcanzando 5422 millones de pesos entre enero y septiembre de 2017. Asimismo, el sello discográfico TVN Records ayudó en la generación de nuevos recursos económicos y la audiencia del canal repuntó con varios programas. Por un lado, la telenovela del primer semestre La colombiana logró superar y alcanzar la primera posición en su horario durante su episodio final a su competencia Tranquilo papá de Mega, tras varios años manteniéndose el Área Dramática de TVN en bajos resultados. Además, con el estreno de Wena profe, Mega continuó liderando pero sufrió una caída de audiencia que igualó la competencia entre los dos canales en el horario de las 20 horas (21 horas en el horario de Magallanes y 18 horas en los territorios insulares). Por otro lado, el programa matinal Muy buenos días aumentó la cantidad de espectadores tras varios cambios, y el programa político relacionado con la elección presidencial, Candidato llegó tu hora, se convirtió en el espacio televisivo de ese tipo más visto del año, superando a la competencia En buen chileno presidencial de Canal 13 y Aquí está Chile de Chilevisión y CNN Chile.
El 12 de enero de 2018, la mitad del directorio de Televisión Nacional decide renunciar. Representando al conglomerado político Chile Vamos, María José Gómez, Jorge Atton y Lucas Palacios acusaron la inexistencia de planes para sobrellevar la crisis económica al interior de la empresa. Un día después, TVN emitió un comunicado público asegurando que lo hicieron para «frustrar la aprobación de la ley [de capitalización]» y que se trató de una «irresponsabilidad».
Con la aprobación y promulgación de la ley 21 085, se introdujeron cambios en la misión pública de Televisión Nacional. Pero una de las principales características de la legislación fue la introducción de la capitalización prometida por la entonces presidenta Bachelet. Sin embargo, la ley estableció que para poder acceder a dichos dineros la empresa debía entregar al ministro de Hacienda un plan detallado de inversiones en que se debía gastar los fondos. El documento fue despachado el 10 de agosto de 2018 detallando dos áreas, la implementación al 100 % de la televisión digital y un plan de adecuación competitiva, donde se gastarían 22 millones de dólares y 25 millones de dólares, respectivamente. Pero, se formó una polémica entre la empresa y el gobierno en conjunto con una comisión investigadora del parlamento debido al ítem de adecuación competitiva por su naturaleza ya se definió desde el principio que los montos de dinero solo serían para inversiones y la administración de Ricardo Solari (2014-2018) determinó que se destinarían 10 millones de dólares para cubrir el déficit operacional y 8 millones de dólares para un plan de retiro programado.

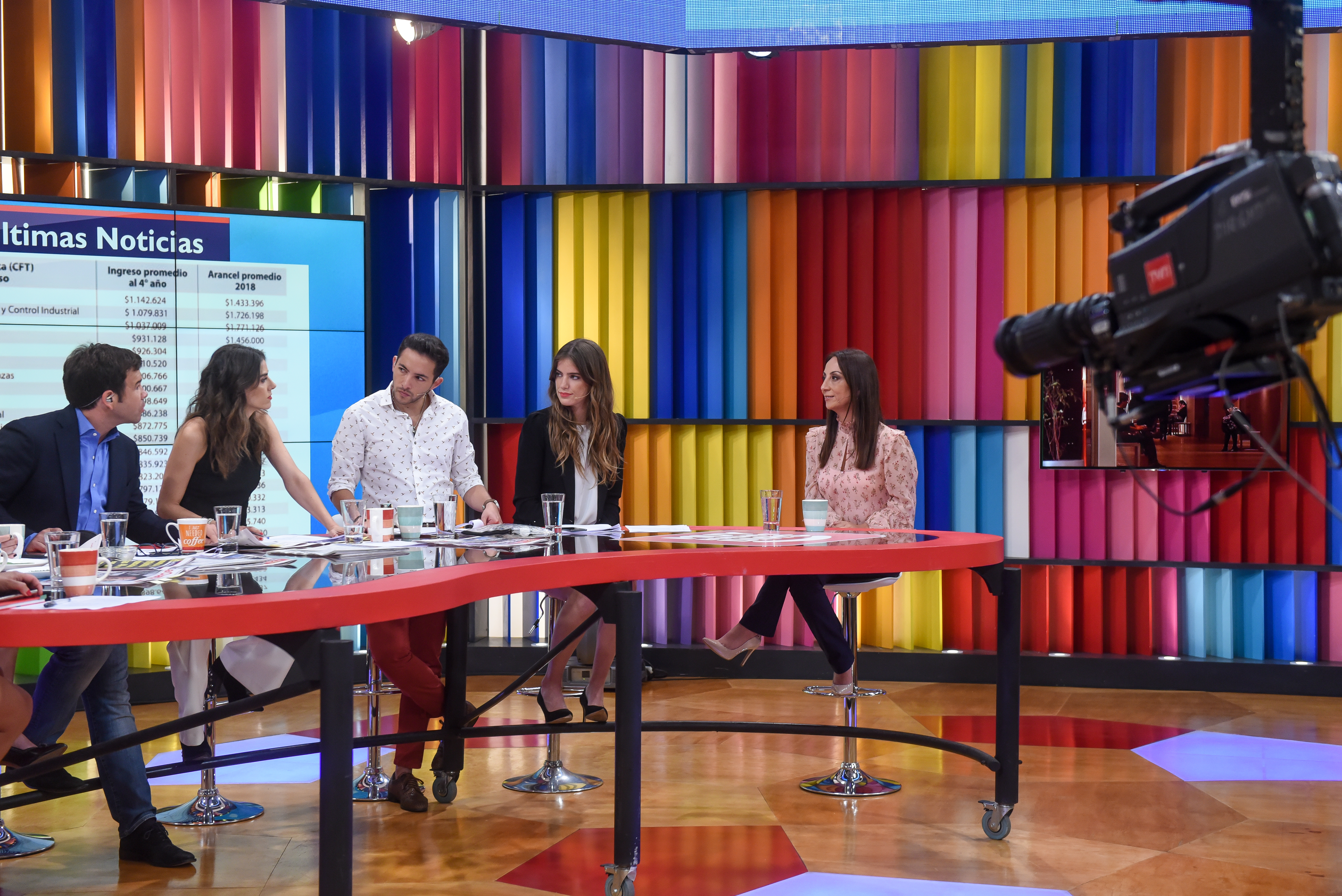
Una entrevista a la ministra Cecilia Pérez Jara en el programa Muy buenos días en abril de 2018.

Dentro del plan para sacar a la empresa de la crisis financiera, la administración Orrego comenzó a preparar un proyecto que intenta continuar el sistema de austeridad iniciado por la administración Solari que significó el despido de 400 personas de varias áreas y la reducción de las pérdidas monetarias. Dentro del plan, el directorio comenzó a ser asesorado por la consultora ORCA Business Consulting y las metas principales son dos: limitar las pérdidas y dar un buen uso a los dineros de capitalización, en un plazo de tres años. El proyecto, en algunos aspectos, es similar al aplicado por Canal 13 en el primer semestre de 2018 y que significó que alcanzara ganancias tras cuatro años. Las mermas de Canal 13 eran similares a las de Televisión Nacional y alcanzaban más de 50 mil millones de pesos a finales de 2017. Desde 2014 hasta 2017, TVN acumuló 56 mil millones de pesos en pérdidas.
El 8 de octubre sesionó la Comisión Investigadora de la Cámara de Diputados y varios parlamentarios de diferentes sectores políticos acusaron al gobierno de estar reteniendo 25 millones de dólares, de los 47 millones totales. Un día después en la Dirección de Presupuestos, se desmintió el rumor. Finalmente, el 31 de octubre de 2018 se aprobó la entrega de 22 millones de dólares para la compra y modernización de equipos con el fin de ajustarse a las emisiones digitales. Seguido de la entrega le siguió la renuncia del presidente de directorio Francisco Orrego y del director ejecutivo Jaime de Aguirre. Durante la gestión de Orrego, la crisis aumentó y el directorio incluso anunció una demanda en contra de él, tras filtrar el contrato de Aguirre, infringir los reglamentos internos y la ley 19 132, que regula a TVN. También se acusó al gobierno de Sebastián Piñera de intervencionismo, e intentar privatizar la empresa. Pero las acusaciones fueron desmentidas por Piñera en una visita que realizó a Televisión Nacional en diciembre.
Durante 2018, Televisión Nacional continuó normalizando su situación económica, pero debió enfrentar una baja en la inversión publicitaria. Principalmente, la audiencia repuntó entre enero y febrero con la emisión de festivales, en el resto del año se alzó la audiencia con varios programas. En la mañana, las cifras de audiencia se duplicaron y los nuevos estrenos en las tardes lideraron frente a otros canales con regularidad, como fue el regreso de Rojo, Desde julio, 24 horas central comenzó a recuperar su audiencia y con frecuencia llegó al segundo lugar de espectadores, convirtiéndose en el programa más visto de la cadena y saliendo progresivamente del cuarto lugar, debido a la caída de audiencias de Chilevisión noticias por su nuevo formato y Teletrece por la pérdida de credibilidad. Pero el segmento más afectado de TVN es el horario nocturno, en el que falló gran parte de los estrenos de ese horario. Por otro lado, en abril de ese año, se dio a conocer que el proyecto económico desarrollado en conjunto con Canal 13 y Fox Networks Group Latin America para emitir el Festival de Viña del Mar resultó viable. La unión de las tres empresas fue liderada por Canal 13, que financió mayoritariamente con sus propios recursos la licitación y en menor medida otros capitales los dispuso Fox.
En 2019 se marcó el regreso del Festival de Viña, que no era emitido en TVN desde 2010; se realizó la mayor negociación colectiva en la historia de la empresa; y se comenzó el proyecto para sacar al aire la segunda señal y una emisora de radio. En enero de 2020, el Gobierno decidió ser aval bancario de Televisión Nacional, que pidió un crédito bancario de 70 mil millones de pesos para pagar la deuda del canal de 50 mil millones de pesos —que se ha reducido desde principios de 2019— y el restante para ser utilizado en diversos proyectos. Producto de la pandemia de coronavirus en Chile todas las cadenas de televisión de esa nación se juntaron para lanzar un nuevo canal denominado TV Educa que salió al aire el 27 de abril y es operado por Televisión Nacional. Posteriormente, el 30 de abril se culminó el periodo de restructuración en la empresa con la salida total de 164 personas que fueron despedidas en grupos desde diciembre de 2019. Se saneó la situación financiera con un préstamo bancario, se redujo los salarios de todos los trabajadores, y el 17 de junio se anunció el inicio de un proceso de venta o arriendo del edificio corporativo en Providencia. El proceso fue encargado a la empresa inmobiliaria Colliers International y el inmueble junto a los equipos adosados a la estructura fueron avaluados en 2,45 millones de unidades de fomento.

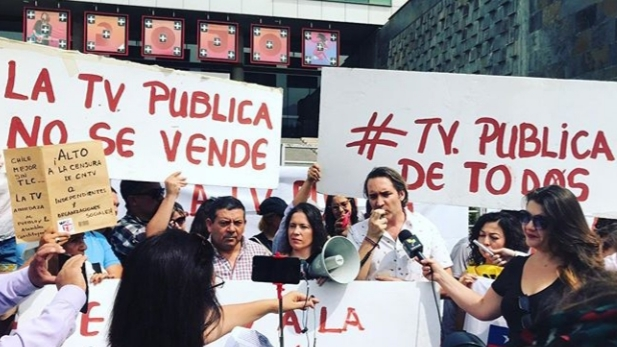
Una protesta afuera del Edificio Corporativo de TVN en Santiago en enero de 2020. Los dos carteles dicen «La TV pública no se vende» y «TV pública de todos»

Tras el anuncio de venta del edificio corporativo, algunos parlamentarios como el senador Felipe Harboe declararon que se trataba de una privatización o cierre provocado por el gobierno. Los tres sindicatos de TVN, algunos partidos políticos, el Comité de Defensa de la Televisión Pública (CDT) y las directoras Adriana Delpiano y Nivia Palma se manifestaron en contra de vender el edificio. El 18 de junio, la presidenta de Televisión Nacional Ana Holuigue, el director ejecutivo Francisco Guijón y la ministra Karla Rubilar fueron citados de forma urgente a la Comisión de cultura de la Cámara de Diputadas y Diputados para discutir la decisión. Asimismo, el CDT anunció el estudio de medidas para frenar la venta argumentando una transgresión a los Derechos Humanos y la falta de debate en torno al tema.
Parlamenarios de oposición anunciaron la creación de un proyecto de ley para evitar su privatización, buscando declarar a los inmuebles de Televisión Nacional como patrimonio material y cultural del Estado de Chile. Este proyecto fue declarado como admisible el 7 de julio de 2020. Ana Holuigue y Francisco Guijón fueron citados el 10 de septiembre para discutir el proyecto de ley en la Comisión de Cultura y señalaron que hasta ese momento no existían interesados en comprar el inmueble. Finalmente, el 6 de octubre se formalizó el arriendo de una parte del edificio corporativo a la Fundación de Orquestas Juveniles e Infantiles de Chile y se descartó la venta.
Televisión Nacional percibió en 2020 el mayor repunte de audiencias en cuatro años, y alcanzó ganancias por 900 millones de pesos. Viña 2020 finalizó como el festival más visto desde 2011; las telenovelas Hercai y Fuerza de mujer se convirtieron en el segundo programa más visto en el horario nocturno de la televisión chilena durante el año e incluso alcanzaron la primera posición de audiencias en varias ocasiones; la audiencia de 24 horas central aumentó un 57% quedando sobre Teletrece y saliendo del cuarto lugar; la serie The Good Doctor lideró en su horario; y se reestrenó con éxito antiguas ficciones. Mientras que los programas Héroes de hoy, Mírame, Maestros del engaño, Sin parche e Informe especial lideraron en su horario. El 15 de julio se dio a conocer un estudio del Instituto de la Comunicación e Imagen de la Universidad de Chile en el cual TVN era la cadena más pluralista de la televisión chilena.
Entre 2020 y 2021, TVN desarrolló un proceso de inicio de transmisiones en la señal digital de manera definitiva en las ciudades de Antofagasta, Valparaíso, Rancagua, Concepción, Temuco, Talca, Puerto Montt, Valdivia, Copiapó, Iquique, Arica, Chillán, Coyhaique y Punta Arenas. Anteriormente en algunas ciudades, como Concepción, estuvo disponible la señal digital de forma experimental durante algunos torneos deportivos.
Durante el primer trimestre de 2021, en el horario nocturno, paulatinamente comenzó a dejar el segundo lugar de audiencia para posicionarse primero, incluso superando a la telenovela Demente de Mega. Además, luego de varios años se estrenó NTV el 8 de agosto de 2021 a nivel nacional.  Para ello, se estableció un cuoteo programático de 90% de producción nacional y un 10% restante proveniente del exterior; una programación de 18 horas diarias; y un sistema de financiamiento diferenciado del resto de la operación de TVN, con el fondo establecido en la ley 21 085 de 2018. En enero de 2022, mediante una alianza con TNT Sports, regresó el fútbol local a la televisión pública, luego de 22 años. Mientras que TVN Play alcanzó 270 mil suscriptores en julio de 2022, convirtiéndose en la mayor plataforma de streaming gratuita en Chile.
El 2 de marzo de 2022, luego de un estudio que inició en diciembre de 2018, el gobierno del presidente Sebastián Piñera presentó ante el Congreso Nacional un proyecto de ley para modificar la ley 19 132 con el fin de dar atribuciones al Presidente de la República para elegir y remover libremente al presidente del directorio de Televisión Nacional; cambio en la elección de los miembros del directorio, para que la elección de estos quede en manos del Consejo de Alta Dirección Pública, y que su periodo disminuya a cuatro años; la creación de un «Consejo Asesor del Directorio» conformado por representantes del Consejo de Arte y la Industria Audiovisual del Ministerio de las Culturas, las Artes y el Patrimonio, los ganadores del Premio Nacional de Ciencias Naturales, Ciencias de la Educación y Artes de la Representación y Audiovisuales, un representante del Consejo de Rectores de las Universidades Chilenas, el director de la Biblioteca del Congreso Nacional y uno de los ex directores ejecutivos de TVN; la creación del cargo de «Defensor de la audiencia»; y modificaciones en el financiamiento del grupo para la entrega permanente de recursos públicos, limitados a los centros regionales y el servicio internacional, con el fin de dar cumplimiento a su misión pública. Seguido de esto, con la investidura de Gabriel Boric como Presidente de la República, las nuevas autoridades han propuesto un «Nuevo Sistema de Medios Públicos» que incluya servicios públicos de televisión, radio y otras plataformas.
Ese mismo año 2022 y 2023, el canal continuó con la expansión del inicio de las transmisiones en la señal digital en las capitales provinciales, incluyendo la Isla de Pascua y Juan Fernández, como así también en otras localidades del país, para que a comienzos de 2024, y meses antes del apagón analógico programado para el 15 de abril de ese año, el canal estatal finalizara el proceso de migración en las 238 concesiones, logrando de esta manera cubrir todo el territorio continental e insular.
A inicios de 2025, se dio a conocer que TVN será el único medio que viajará al Polo Sur junto al presidente de la República, Gabriel Boric en el marco de la Operación Estrella Polar III. En la instancia, también concurrirán Maya Fernández y Maisa Rojas, ministras de Defensa y Medio Ambiente respectivamente. La operación tiene que objetivo el monitoreo ambiental, logístico y científico del quehacer estatal en la Antártica chilena. En concreto, el periodista y conductor Iván Núñez, es parte de la comitiva que concurrirá a la instancia.
En 2025, TVN llevó a cabo una renovación estratégica en su área de producción con el propósito de revitalizar su programación y recuperar el interés de la audiencia a través de nuevos espacios de entretención. Esta reactivación incluyó el lanzamiento de programas como Mi nombre es…, conducido por Jean Philippe Cretton, ¡Ahora caigo! y El medio día, ambos presentados por Daniel Fuenzalida, y The Floor, con Eduardo Fuentes en la conducción. Asimismo, se reforzaron espacios emblemáticos como el matinal Buenos días a todos y el informativo 24 horas, ahora liderado por Monserrat Álvarez, configurando así una oferta programática más diversa, pensada para conectar con una audiencia más amplia y fortalecer la posición del canal en el competitivo panorama televisivo nacional.

## Organización

### Funcionamiento interno

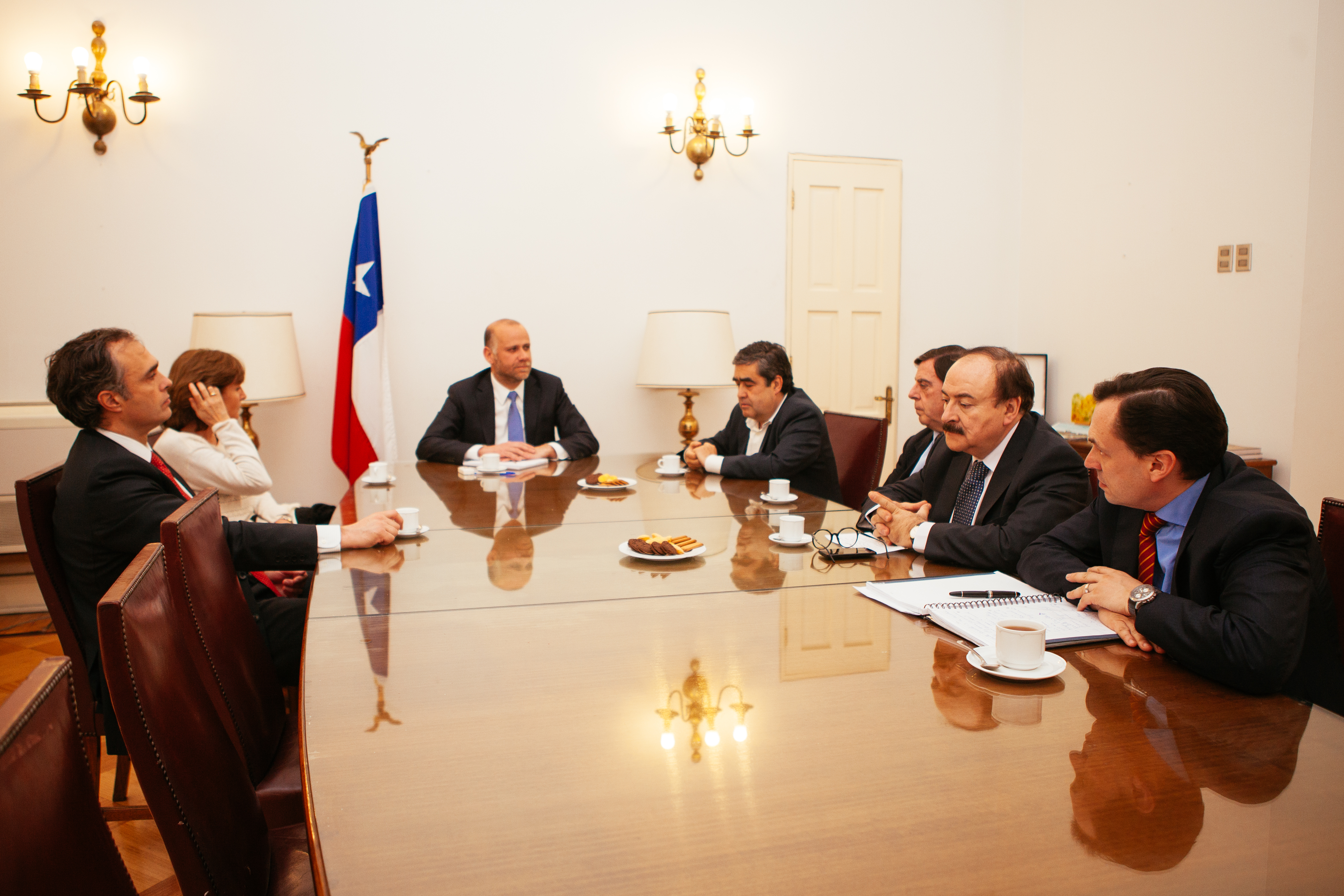
Los seis miembros del directorio reunidos junto al entonces ministro Secretario General de Gobierno Álvaro Elizalde en 2014.

Principalmente la organización de la empresa está encabezada por medio de un directorio de seis personas, más un presidente, quienes dirigen al resto de los funcionarios organizados en áreas y departamentos. Pese a su independencia como medio de comunicación, debe subordinarse al igual que otras cadenas y medios de comunicación de Chile mediante regulaciones y legislaciones como la ley 18 168 de 1982, que tiene como objetivo reglamentar la igualdad de acceso a la población nacional a estos servicios. Otra legislación aplicable es la ley 18 838 de 1989 que crea el Consejo Nacional de Televisión (CNTV), cuya función es fiscalizar y vigilar las señales de televisión en Chile, entre las que se incluye las de TVN, mediante el establecimiento de reglamentos.
Al momento de la creación de Televisión Nacional, la Ley 17 377 de 1970 estableció que el directorio de la empresa se encontraría compuesto por un presidente, designado por el presidente de la República con acuerdo del Senado, un representante de libre designación del presidente de la República, un representante, no parlamentario, del Senado, elegido en votación en que cada parlamentario tenía solo un voto y en la que resultaba elegida la persona que hubiere obtenido la más alta mayoría, un representante, no parlamentario, de la Cámara de Diputados, elegido en la misma forma señalada en el punto anterior, dos representantes del Consejo Nacional de Televisión, que no fueren miembros de este, un representante de los trabajadores del canal, elegido por ellos mismos. Sin embargo, el decreto de ley 113 de 1973, dictado tras el Golpe de Estado de ese año, suprimió el directorio, estableciendo un Consejo Asesor del director general de TVN, compuesto por dos representantes designados por el gobierno, dos representantes del CNTV que no fueren miembros de este y dos representantes de los trabajadores de la empresa.
El 8 de abril de 1992 se publicó la ley 19 132, que estableció que en la elección del directorio se involucraría al presidente de la República en la selección del presidente del directorio de Televisión Nacional de Chile como una facultad exclusiva del cargo, y en proponer a los miembros restantes al Senado, que deben ser nominados mediante un decreto expedido de forma conjunta y ser votados en una sesión en el Congreso Nacional, donde deben obtener la mayoría absoluta de la votación entre los parlamentarios en ejercicio. De lo contrario, al no llegar a un acuerdo antes de la votación, algunos de los nominados pueden ser cambiados por el presidente en un plazo de ocho días, y si ocurre la situación que el Senado los rechace a todos en la votación, el presidente de la República tendrá una sola oportunidad de hacer otra propuesta dentro de treinta días hábiles.
La duración del cargo de presidente de directorio es de cuatro años, funcionando a la par con el presidente en funciones que lo nominó y teniendo un máximo de treinta días posterior a una nueva administración, en caso de situaciones puntuales; los seis miembros tienen una duración de ocho años y se van renovando en mitades, de forma alternada. Adicionalmente existe un miembro en el directorio que representa a los trabajadores, con una duración de dos años y que es elegido por votación de los funcionarios, pero a diferencia de los demás miembros no posee influencia en la toma de decisiones de mayor envergadura. Una vez en funciones, la única vía de relación del directorio con el presidente de la República, es por medio del Ministerio Secretaría General de Gobierno de Chile (MSGG).

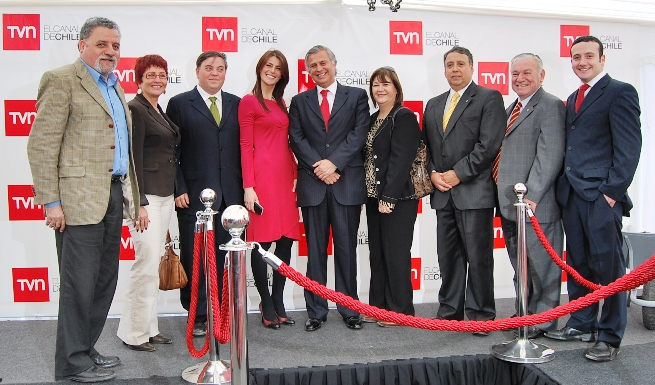
Acto de colocación de la primera piedra del nuevo centro de televisión de TVN en Talcahuano, Región del Biobío, en octubre de 2009.

Entre noviembre y diciembre de 2018, durante el segundo gobierno de Sebastián Piñera comenzaron los planes para cambiar algunos aspectos de la administración de Televisión Nacional. De esta manera, se anunció que el gobierno y miembros de partidos oficialistas estaban trabajando en un nuevo proyecto de ley que busca modificar el mecanismo de administración de esta y aumentar las atribuciones del Presidente de la República en la toma de decisiones de la empresa, como la remoción del director ejecutivo.
Dentro de la organización y tratamiento de información administrativa, TVN se adhiere de forma voluntaria a la denominada «Ley de Transparencia» sobre el acceso a la información pública 20 285 de 2008 y durante varios años ha sido ejecutada por sobre el promedio de cumplimiento entre las empresas públicas. En esta ley se regula que todo ciudadano chileno tenga el derecho de acceder sin restricción a la información y procedimientos de los órganos de administración del Estado de Chile. En la legislación también se estipula que este derecho se puede aplicar por diferentes vías de comunicación, este caso la empresa lo hace mediante el portal TVN Corporativo de TVN.cl.

### Financiamiento
Televisión Nacional posee un esquema de autofinanciamiento en base principalmente a sus ventas por concepto de publicidad que preserva desde sus inicios y posteriormente regulado en la ley 19 132 de 1992. El financiamiento autónomo permite a la corporación su independencia económica del Estado de Chile, pudiendo retener y aprovechar por completo sus utilidades anuales solo si el directorio en el cargo así lo estima, como si se tratase de una empresa de propiedad privada; sin embargo, TVN por ley no puede obtener financiamiento estatal bajo ninguna circunstancia, recibiendo en noviembre de 2018 su única capitalización del Estado chileno. Con la promulgación de la ley 21 085 en 2018 se autorizó que la empresa pudiera contratar créditos en el mercado financiero con autorización del Ministerio de Hacienda ya que anteriormente lo tenía prohibido.
En dos ocasiones la mayor parte de los excedentes de Televisión Nacional han sido empleados para sobrellevar problemas de déficit de fondos públicos gubernamentales, la primera en 2008 por Michelle Bachelet debido a la crisis financiera de ese año que alcanzó Chile; y posteriormente en 2010 por la administración de Sebastián Piñera luego del terremoto del 27 de febrero de ese año, que afectó la zona centro sur de ese país. Desde 1992 hasta 2017, el Gobierno de Chile por medio de la Tesorería General de la República ha extraído más de 890 millones de pesos de las ganancias de Televisión Nacional.

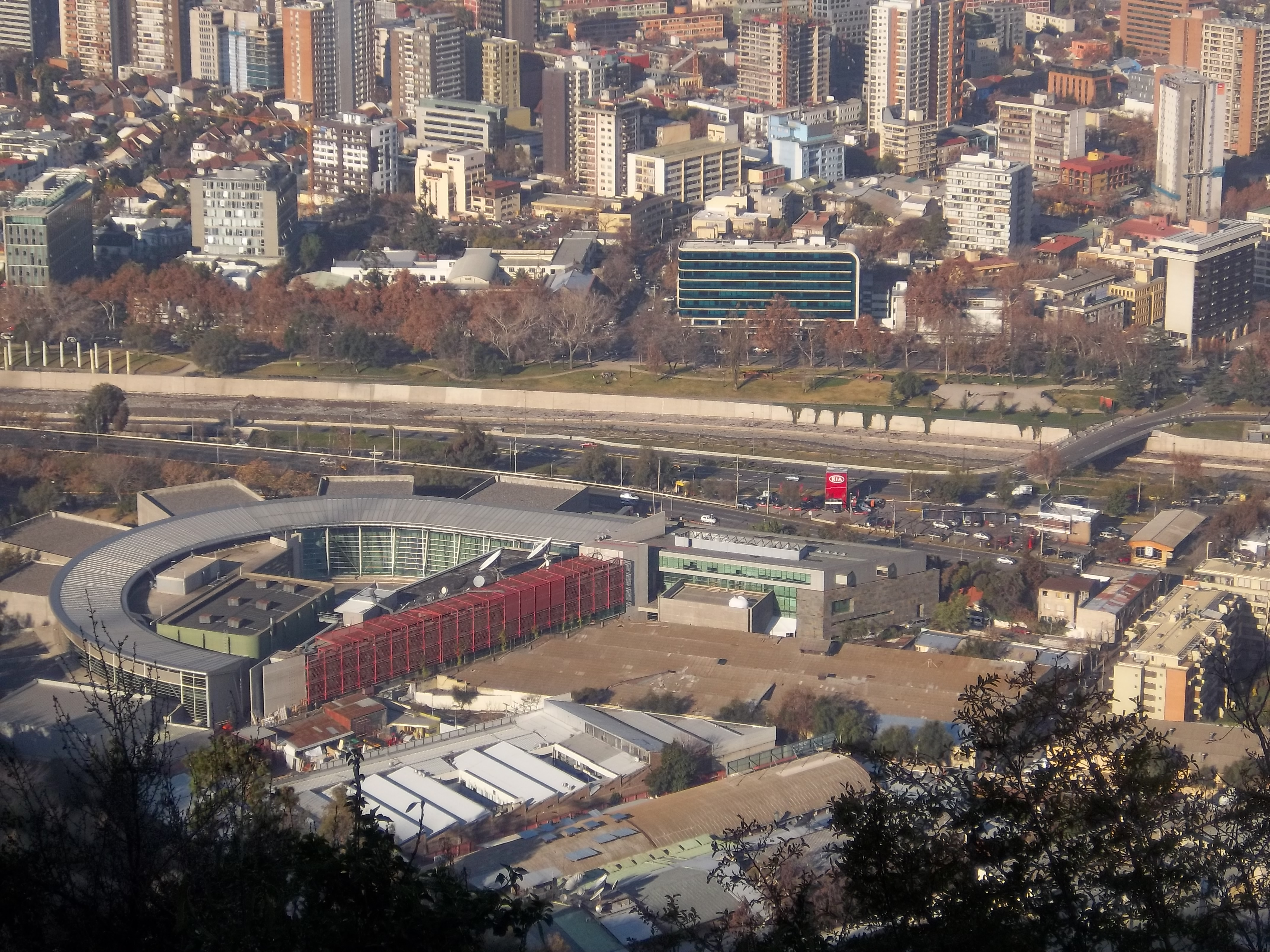
Vista aérea del Edificio Corporativo de TVN en Santiago.

Las ganancias y fondos de Televisión Nacional son administrados directamente por el directorio, bajo tuición y fiscalización de la Superintendencia de Valores y Seguros de Chile (SVS), quienes deciden por sufragio si las utilidades anuales se depositan como fondos públicos o se quedan como ahorros permanentes para la corporación, en una votación donde se requieren al menos cinco votos de los miembros totales del directorio de TVN, según lo establecido en el artículo 26 (ley 19 132). Tras finalizar cada año fiscal, se debe confeccionar un informe financiero por auditores externos, el cual es enviado a la SVS donde los datos son revisados y analizados minuciosamente, dando finalmente con un documento similar al primero, que es enviado a los miembros de la Cámara de Diputadas y Diputados, al ministro de Hacienda y al ministro Secretario General de Gobierno, con fines informativos, como si se tratase de un balance sobre el desempeño económico anual de Televisión Nacional de Chile.
Desde la década de 1990 con la introducción de la televisión de pago y la popularidad de los contenidos en internet por streaming a mediados de la década de 2010 en Chile, las ganancias por publicidad en los canales terrestres comenzaron a mermarse gradualmente, iniciando dificultades para la televisión en ese país, especialmente en Televisión Nacional, que comenzó paulatinamente a presentar pérdidas de audiencias y a su vez monetarias, esto último necesario para financiar su adaptación a la Televisión digital terrestre. Por ello bajo el primer gobierno de Sebastián Piñera, se decidió que TVN continuase paralelamente otras vías de financiamiento y se amplió el giro de esta, modificando en 2013 la ley 19 132, mediante el envío al Congreso de la nueva ley 20 694, que fue aprobada en ambas cámaras y autorizó que además de explotar el servicio de televisión, también pudiese realizar actividades propias de una concesionaria de telecomunicaciones, radiodifusión y servicios audiovisuales.
En noviembre de 2013, se inició el primer negocio de TVN gracias a la nueva ley, junto a Fox International Channels (actualmente Fox Networks Group), quien le encargó la producción y emisión del programa Fox Sports radio Chile para la cadena de pago Fox Sports Chile, entre 2013 y 2019 con una ganancia de 2 millones de dólares anuales. Adicionalmente en enero de 2016, Televisión Nacional comenzó a arrendar con opción de venta, diferentes terrenos y propiedades en el sur de Chile, incluyendo la superficie circundante del edificio de la Red Austral de TVN en la zona Río de los Ciervos, Punta Arenas; reportando ganancias de hasta 20 millones de dólares en diciembre de ese año.

### Línea editorial

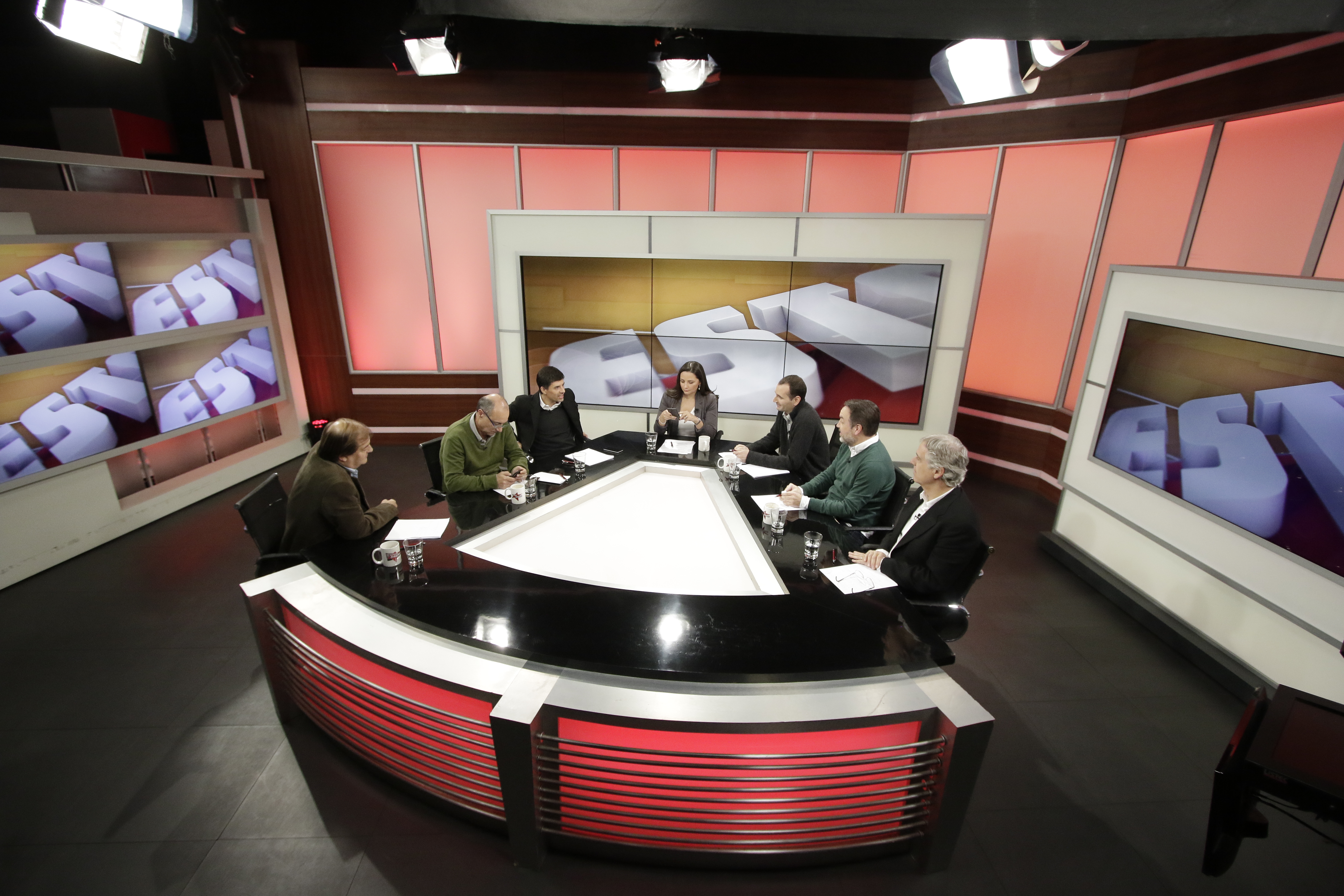
Una emisión del programa de discusión política Estado nacional en 2016.

La línea editorial de Televisión Nacional en cuanto a manejo de informaciones se adhiere a la ley 19 733 de 2001, sobre libertades de opinión e información y ejercicio del periodismo, que le entrega la oportunidad de emitir opiniones e informar, sin censura previa. Antes de la promulgación de esa ley, TVN ya tenía un manual que incluía lo que posteriormente se legisló. Con ello, fue la primera cadena de televisión en Chile en autorregularse.
En abril de 1997 fue publicado el manual de Orientaciones Programáticas y Editoriales de Televisión Nacional de Chile, el cual sirve como guía a seguir por los funcionarios en el tratamiento de información con una política editorial en los diferentes ámbitos de la programación. Esto dota a estos últimos de responsabilidades en cuanto a equivocaciones, aclaraciones y rectificaciones, para mantener un marco de orden y respeto en TVN y sus audiencias. Con ello se estableció un criterio para tratar temas específicos de minorías, violencia, política, religión, seguridad nacional, hechos policiales, accidentes o desastres, humor, uso de imágenes de archivo y métodos de investigación periodística, de obtención de información y de presentación.

### Directivos
Lista de presidentes de directorio
- 1969-1970: Mario Mosquera Ruiz
- 1971-1973: Eugenio González Rojas
- 1992-1994: Jorge Donoso Pacheco[277]
- 1994-2000: Luis Ortiz Quiroga
- 2000-2001: Jorge Navarrete Martínez[278][279]
- 2001-2004: Marco Colodro Hadjes[280][281]
- 2004-2006: Carlos Mladinic Alonso[282]
- 2006-2007: Francisco Vidal Salinas[283][284]
- 2008-2008: Pablo Keller Huberman
- 2008-2010: Mario Papi Beyer[285]
- 2010-2012: Leonidas Montes Lira[286][287]
- 2012-2013: Carlos Zepeda Hernández[288][289]
- 2013-2014: Mikel Uriarte Plazaola[290]
- 2014-2018: Ricardo Solari Saavedra[291]
- 2018-2018: Francisco Orrego Bauzá[292][293]
- 2018-2019: Bruno Barranda Ferrán[293]
- 2019-2022: Ana Holuigue Barros[294]
- 2022-2023: Andrea Fresard Lemmermann[295]
- 2023-presente: Francisco Vidal Salinas[2]

Lista de directores ejecutivos
- 1969-1971: Jorge Navarrete Martínez.
- 1971-1973: Augusto Olivares Becerra.
- 1973-1975: Coronel Eduardo Sepúlveda Medel.
- 1975-1975: Coronel Héctor Orozco Sepúlveda.
- 1975-1979: Jaime Del Valle Alliende.
- 1979-1983: Hernán García Barzelatto.
- 1983-1985: Mayor Hugo Morales Courbis
- 1985-1985: Osvaldo Rivera Riffo.
- 1986-1986: Manfredo Mayol Durán
- 1986-1987: Brigadier Oscar Vargas Guzmán.
- 1987-1988: Coronel Carlos Krumm Rojas.
- 1988-1990: Alejandro Briones Lea-Plaza.
- 1990-1994: Jorge Navarrete Martínez.
- 1994-1995: Carlos Hurtado Ruiz-Tagle.
- 1995-2000: René Cortázar Sánz
- 2001-2004: Pablo Piñera Echenique.
- 2004-2010: Daniel Fernández Koprich.
- 2010-2014: Mauro Valdés Raczynski.
- 2014-2016: Carmen Gloria López Moure.[296]
- 2016-2016: Alicia Hidalgo Córdova.[297]
- 2016-2018: Jaime de Aguirre Höffa.[298]
- 2019-2022: Francisco Guijón Errázuriz.[299]
- 2022-2024: Alfredo Ramírez Leigh.[300]
- 2024-presente: Susana García Echazú.[301]

## Servicios

### Televisión

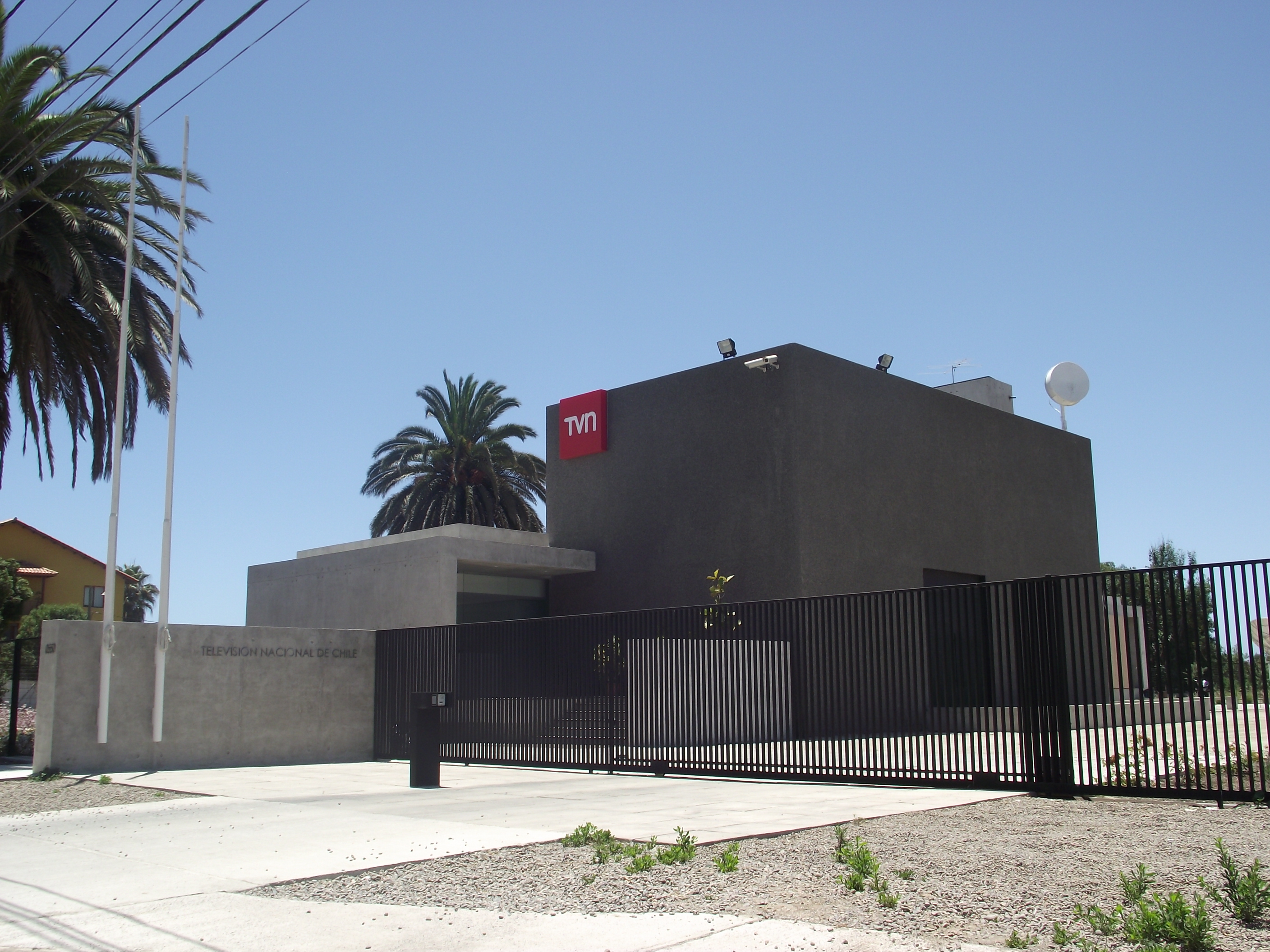
Sede de TVN Red Coquimbo en La Serena.

Televisión Nacional posee una señal nacional que transmite de manera análoga en todo el país y de manera digital (ISDB-T) en algunas zonas, variando entre los formatos estándar y en alta definición teniendo un alcance del 98 % de la población de Chile en los territorios continental, insular y antártico, por medio de 283 antenas y por satélite. Posee el Canal 24 Horas, una señal de noticias disponible a través de la mayoría de los cableoperadores de Chile en formatos estándar y de alta definición. En agosto de 2021, comenzó a transmitir su segunda señal en abierto, que emite contenidos con un énfasis cultural y por segmentos. NTV, en horario continental, desde las 6:00 de la mañana hasta las 10:00 emite programas para menores entre 0 y 6 años; entre las 10:00 y las 20:00 horas, para el bloque de 7 a 12 años; y entre las 20:00 hasta las 00:00 horas para mayores de 13 años.
Televisión Nacional operó la señal TV Educa Chile que emitió momentáneamente por la pandemia de coronavirus, en las segundas frecuencias digitales de todos los canales abiertos y en algunos operadores de pago. Esta última, emitió programación totalmente enfocada al aprendizaje en tiempos de cuarentena y entretenimiento infantojuvenil.
En la actualidad, TVN cuenta con 9 centros regionales ubicadas en las principales ciudades de Chile, los cuales producen programación local exclusiva para sus zonas de emisión, destacando sus noticieros emitidos al final de 24 Horas central, las conexiones en vivo con el noticiero Chile al día del Canal 24 Horas y el programa Chile conectado. Los centros regionales de TVN que hoy existen son: Red Antofagasta, Red Atacama, Red Coquimbo, Red Valparaíso, Red O'Higgins, Red Maule, Red Biobío, Red Araucanía y Red Austral.
Adicionalmente, en junio de 2023 anunció una nueva señal, TVN3, que emitiría programas del archivo del canal.
A nivel internacional, existe TV Chile, que es la señal internacional de Televisión Nacional. Por ello, emite la mayoría de los contenidos que se emiten en la señal nacional, además de algunos exclusivos para esta señal o que provienen de otros canales chilenos. TV Chile alcanza una audiencia potencial de 35 millones de personas y cuenta con más de 11 millones de abonados, distribuyéndose su señal por medio de seis satélites. A nivel secundario está el Canal 24 horas que puede ser visto en algunos países de la región sudamericana. En el caso de ambos canales, son distribuidos por Disney Media Networks Latin America en América Latina y están disponibles por medio de varios operadores de cable y satélite.

### Internet
El área de internet es TVN Online y se encarga de toda la gestión de contenidos en sus plataformas. Sus primeras incursiones en línea provienen desde el 8 de enero de 1997 cuando se registró el portal de internet TVN.cl que tiene contenidos propios y emite señales en streaming. Además posee los portales 24horas.cl, TVChile.cl y TVNPlayer.cl. Estos últimos dos, del servicio internacional. Televisión Nacional abrió sus cuentas de Youtube y SecondLife en octubre de 2007, en ambos casos los primeros de la televisión chilena. En el caso de SecondLife contaba con una réplica del edificio corporativo y durante la Teletón de 2007 fue encargado de promocionar la campaña en línea. También, desde 2008 ocasionalmente ha emitido programas especiales en vivo solo para Internet. Asimismo posee cuentas en diferentes redes sociales y comparte episodios de sus ficciones en una de sus cuentas oficiales de YouTube denominada «Teleseries y series», que posee más de 70 títulos y más de 250 mil suscriptores. Algunos episodios de las telenovelas han superado el millón de visualizaciones y ha atraído público de naciones como Argentina, España, Estados Unidos, México y Suecia.
Entre julio de 2017 y finales de 2018 tuvo tres señales temáticas que transmitían por su sitio web llamadas TVN Kids, TVN Música y TVN de Culto. Durante ese periodo también tuvo un portal móvil llamado TVN Premium, que previo pago de una membresía, permitía acceder a contenidos exclusivos. En su primer mes de estreno alcanzó más de 10 mil suscriptores. Actualmente se emite por internet la señal nacional, internacional y una versión diferenciada del Canal 24 Horas. Asimismo, 24Play cuenta con las señales de Reuters y de la Unidad Operativa de Control de Tránsito.

### Música
TVN Records es el sello discográfico de Televisión Nacional. Fue lanzado el 16 de octubre de 2016 con el fin de potenciar sus contenidos y crear nuevas áreas de inversiones. La idea se comenzó a gestar en 2014 por el gestor musical de TVN, Sergio Ruiz y dentro del plan se consideró la creación de estudios musicales en las dependencias de la casa matriz en Providencia.

## Programación

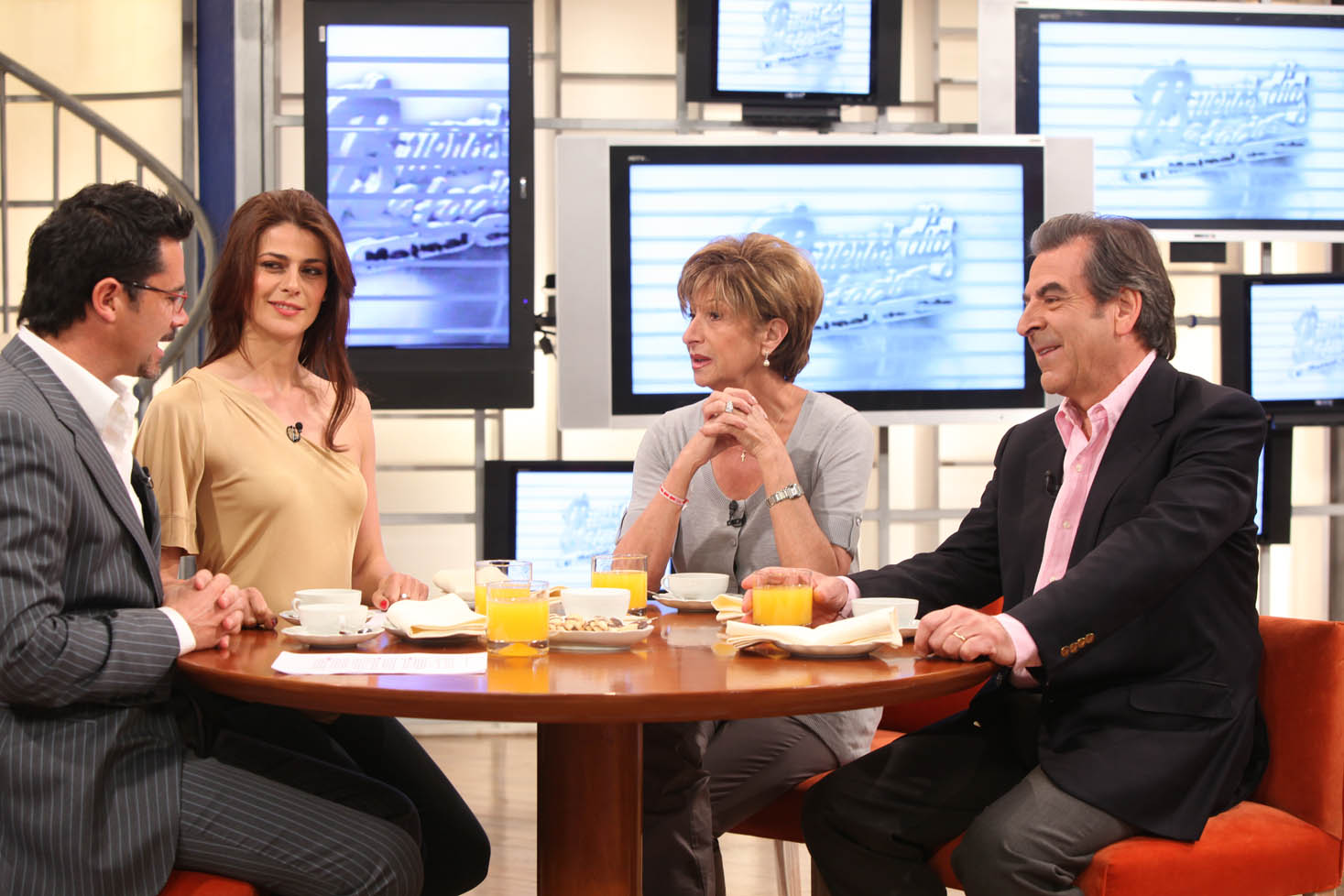
El presidente Eduardo Frei Ruiz-Tagle y la primera dama Marta Larraechea en octubre de 2009, invitados al programa matinal Buenos días a todos.

Con una programación constituida de contenidos diversos, Televisión Nacional de Chile ha producido y creado espacios propios en solitario, como también en asociación con diversas productoras, adicionalmente ha emitido desde sus inicios espacios informativos, ficción, contenidos extranjeros y eventos deportivos. A diario TVN inicia sus transmisiones con informativos, con el programa de noticias (24 AM) seguido del magacín Buenos días a todos, que ocupa gran parte de la programación matinal; durante la tarde se emiten dos informativos principales, uno al comenzar esta (24 tarde) y el segundo al finalizar (24 horas central), este último considerado como una edición principal, donde se resumen las noticias más importantes de la jornada. 
Las telenovelas y series de producción propia o de procedencia extranjera han ocupado por lo general desde los inicios del canal, el horario de la tarde, no obstante, también desde 2004 con el estreno de Ídolos, TVN ha producido telenovelas nocturnas. Adicionalmente, en la tarde, aparte de las ficciones se emiten programas como Rojo. En la noche, tras el término de 24 horas central se emite el pronóstico del tiempo en TV Tiempo y posteriormente programas o telenovelas. A continuación, se emite el noticiero Medianoche, ocasionalmente se programa una serie o película y se finaliza las transmisiones. Durante los fines de semana se difunden principalmente programas culturales, infantiles o de discusión política como El informante y Estado nacional.
Dentro de la producción propia destacan los programas: Jappening con ja que fue un espacio de humor con diferentes secciones transmitido desde 1978 hasta 1981 y nuevamente desde 1983 hasta 1989; Buenos días a todos, que fue un matinal que se mantuvo en al aire desde 1992 hasta 2016 y nuevamente desde 2019; el espacio de investigación periodístico Informe especial desde 1984 y que a lo largo de su historia ha expuesto desde casos criminales importantes hasta acontecimientos internacionales como la disolución de la Unión Soviética, la guerra en Yugoslavia y la del Golfo; el deportivo Zoom deportivo que se emitió desde 1985 hasta finales de 2011; el reality Pelotón entre 2007 y 2010; el Festival de la una entre 1979 y 1988; Magnetoscopio musical entre 1981 y 1988, y Cachureos entre 1983 y 1998.

### Informativos

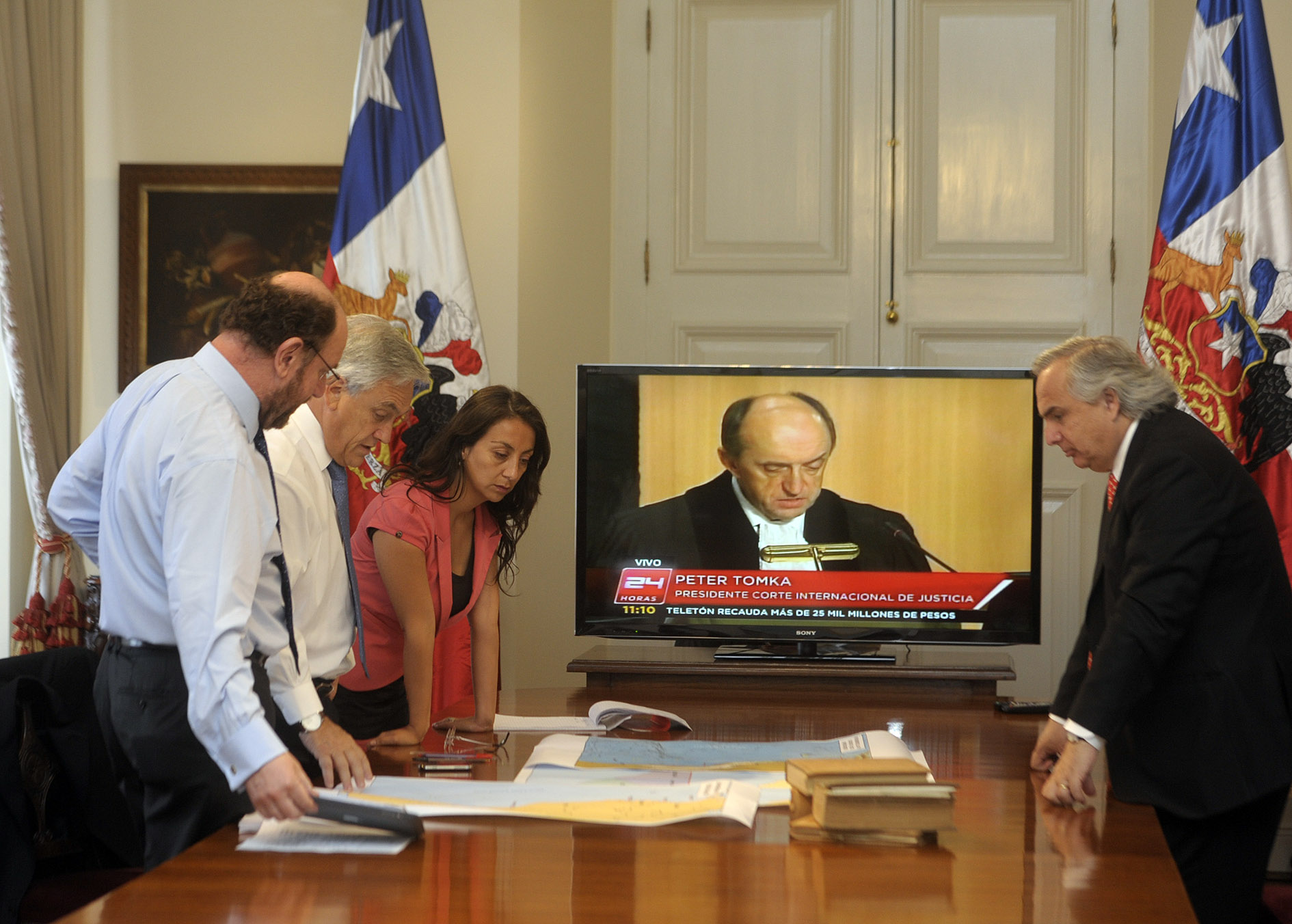
Un noticiero de TVN en un televisor del Palacio de La Moneda durante 2012.

Las noticias de Chile y el mundo son presentadas en TVN por 24 horas desde 1990, con varias ediciones diarias, además todos los noticieros son parte del Canal 24 horas que irrumpe instantáneamente en la programación habitual del canal ante cualquier emergencia, entregando boletines informativos, incluso en directo durante terremotos. Anteriormente los informativos llevaron la marca de Telediario (1968-1970, 1973-1975), Martini al instante (1970-1971), Noticiero (1971-1973), 60 minutos (1975-1988), TVNoticias (1988-1989), y finalmente Noticias (1989-1990), antes de su denominación actual.

### Ficción
El género de ficción ha sido una de las áreas fundamentales del canal proporcionando grandes cifras de audiencia, como es el caso de la telenovela Amores de mercado que durante la emisión de su episodio final, el 28 de diciembre de 2001, alcanzó un índice de audiencia de 64 puntos, el más alto en un programa de ficción en Chile según mediciones de Ibope Media. Otros éxitos notables del canal en el nuevo milenio fueron: Romané (2000), Pampa Ilusión (2001), El circo de las Montini (2002), Los Pincheira (2004), Cómplices (2006), Alguien te mira (2007), El señor de La Querencia (2008), ¿Dónde está Elisa? (2009) y Somos los Carmona (2013). Sin embargo, el Área Dramática de TVN, no siempre ha mantenido protagonismo en las audiencias y se ha enfrentado desde sus inicios contra Canal 13 de forma pareja, en la llamada Guerra de las teleseries, con éxitos rotundos y fracasos, pero desde la entrada de Mega en la producción de ficciones a mediados de 2014, el Área Dramática del canal se ha visto perjudicada, alcanzando un mínimo histórico de audiencia con la telenovela Caleta del sol, transmitida entre 2014 y 2015, considerada como la menos vista en la historia de la televisión chilena desde que se aplican mediciones digitales, no obstante, durante 2016 la estación recuperó en parte su público de telenovelas de las 20 horas con el estreno de El camionero.
Dentro de la programación de Televisión Nacional se han presentado ficciones extranjeras que han obtenido buenos índices de audiencias como es el caso de la surcoreana Escalera al cielo (2006) que alcanzó el primer lugar de audiencias en todas sus emisiones; la brasilera José de Egipto (2015) que dejó importantes beneficios económicos; y la turca Hercai (2019-2020) que significó el regreso de TVN al primer lugar de audiencias en el horario nocturno tras varios años. La ficción también ha permitido trabajar en coproducción con otros medios, como la serie infantil 31 minutos junto a la productora chilena Aplaplac entre 2003 hasta 2005 y posteriormente en 2014, y la telenovela Dueños del paraíso junto a Telemundo en 2015.

### Programación especial

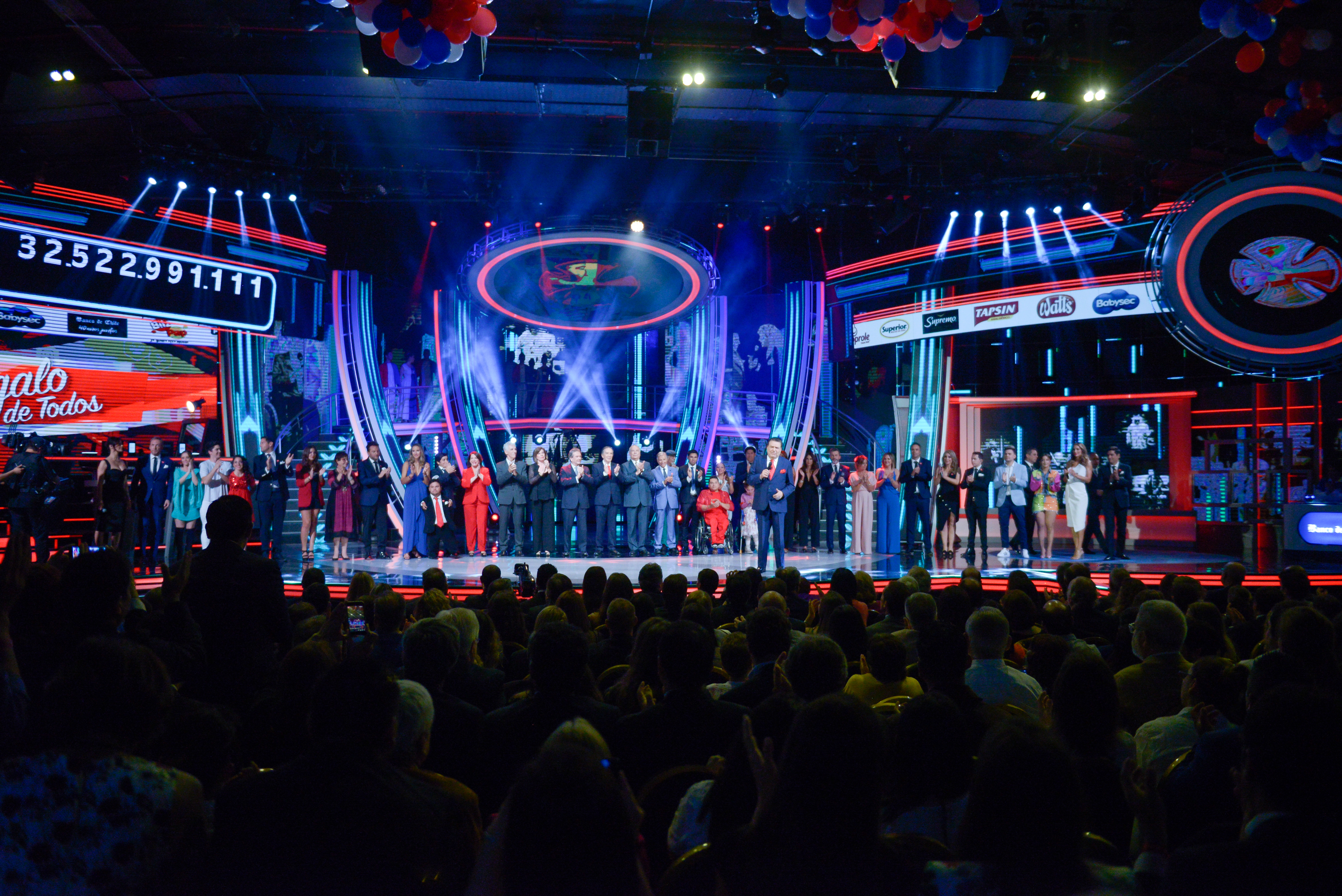
La Teletón es una campaña benéfica de 27 horas que se emite por varios canales de televisión en Chile incluyendo a TVN.

Algunos programas especiales que son transmitidos por TVN de forma anual o cada cierto tiempo, son los debates presidenciales que son organizados por la Asociación Nacional de Televisión, elecciones generales de cargos públicos, eventos especiales, cadenas nacionales del Presidente de la República y además el espacio benéfico Teletón, habitualmente a finales de cada año, junto a otros canales de la televisión chilena. Desde 1982 en Viernes Santo es habitual la emisión de la serie anglo-italiana Jesús de Nazareth como un largometraje. Otra festividad que se cubre anualmente es la emisión del espectáculo pirotécnico y musical de año nuevo en Valparaíso. Anteriormente, en décadas pasadas se emitían las celebraciones en Santiago.
Televisión Nacional de Chile ha sido en su momento el canal oficial del Festival Internacional de la Canción de Viña del Mar desde las ediciones de 1971 hasta 1993, entre 2007 y 2010 y nuevamente desde 2019; el Festival del Huaso de Olmué desde 1989 hasta 1990 y desde 2014 hasta 2020; la Fiesta de la Independencia Talca desde 2016; el Festival de Dichato desde 2020; y también transmitió en su momento el Festival de la OTI. Algunos eventos deportivos que son y han sido exhibidos en la pantalla de TVN son los Juegos Olímpicos de verano y algunos de invierno, ediciones de la Copa Mundial de Fútbol de la FIFA, la Copa América, el Maratón de Santiago y en antaño hasta la Fórmula 1, entre otros eventos.

#### Fiestas patrias
Televisión Nacional transmite desde sus inicios la Parada Militar, un desfile que se hace cada año en Chile los 19 de septiembre en el Parque O'Higgins de Santiago. La emisión logra altos índices de audiencia en conjunto con otros canales de televisión, pero especialmente en TVN debido a que es el canal que hace la producción televisiva del evento. En fiestas patrias otro evento que se transmitía por TVN y TV Chile era el Te Deum Ecuménico; sin embargo, la emisión por televisión se canceló en 2018.

#### Bicentenario de Chile
Como preparación al Bicentenario de la Primera Junta de Gobierno de 1810, TVN firmó un convenio en 2005 con la Comisión Bicentenario, para desarrollar contenidos en conjunto hasta 2010. Dentro del proyecto se confeccionaron distintos programas, eventos tanto culturales como sociales, entre otros, con la función de alinear el papel de la televisión pública y la identidad nacional chilena. Con el paso de los años, se desarrollaron diferentes espacios como Chile elige, que buscaba elegir a los mejores representantes de Chile en diversas materias (música, televisión, gastronomía); Epopeya que revelaba datos sobre la guerra del Pacífico y teorías de historiadores tanto chilenos como peruanos; el proyecto Grandes chilenos donde profesores y estudiantes votaron entre 60 personajes importantes de la historia de Chile, para elegir a los diez denominados Grandes chilenos. También, durante 2010, se transmite Algo habrán hecho por la historia de Chile, que exhibió hechos ocurridos entre 1541 y 1910.

## Imagen corporativa

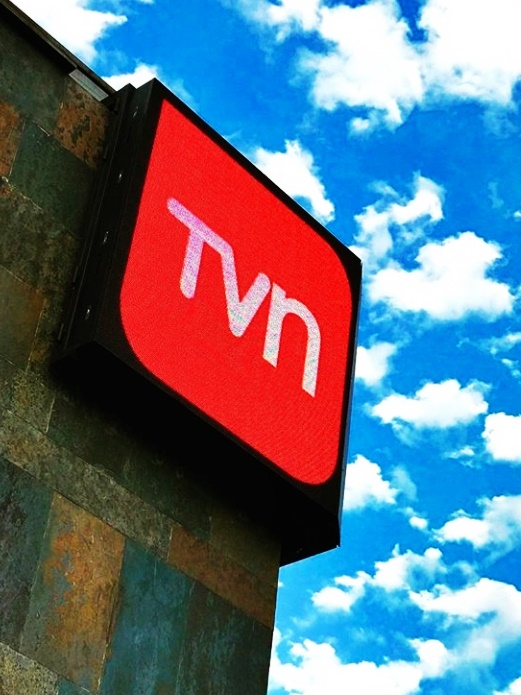
El logotipo de 2016 de Televisión Nacional en la fachada del Edificio Corporativo en Santiago.

Televisión Nacional de Chile posee una imagen corporativa basada en la promoción y fortalecimiento de la diversidad cultural chilena. Desde sus inicios, los colores blanco, azul y rojo de la bandera chilena han sido utilizados mayoritariamente para identificar a la empresa en sus logotipos, como el actual donde predomina el color rojo. El logotipo de Televisión Nacional que es utilizado en la actualidad y que fue lanzado el 1 de octubre de 2020 corresponde a una nueva versión del diseño original que debutó en enero de 2004, pero sin el cuadrado rojo. Esta transición se enmarcó en un cambio de etapa tanto a nivel institucional como en el país.
El «cuadrado rojo» es un símbolo que apareció en pantalla en septiembre de 1994 en conjunto con un sillón rojo que recorría el país como parte de un nuevo branding creado por la agencia de publicidad Rio Lab en esa época. Desde entonces comenzó a ser utilizado progresivamente en las campañas del canal y en 2001 por medio de la campaña denominada como «cuadrado viajero» fue utilizado por primera vez en medio de los programas para señalizar la clasificación por edades y en promociones. Desde ahí comenzó a tomar protagonismo como un símbolo abstracto y en 2004 terminó convirtiéndose en el logotipo de Televisión Nacional en una versión definitiva creada por el publicista Raúl Menjibar de la agencia Porta. Desde entonces, ese diseño influenció los logotipos y gráficas de otros canales dependientes de Televisión Nacional. En 2012, TVN comenzó a integrar el grupo de Grandes Marcas de Chile en el Marketing Hall of Fame de Nueva York —un conjunto de marcas líderes en el país cuya imagen corporativa es altamente reconocida y que representan ejemplos de éxito en el marketing— y hasta la actualidad es la única cadena de televisión en Chile en tener ese reconocimiento.
Desde 1971 hasta 1973, el canal tuvo una mascota denominada Tevito que consistía en un perro con anteojos que era acompañado de «Charagua» como música característica que fue compuesta por Víctor Jara e interpretada por Inti-Illimani. Tras el golpe de Estado el 11 de septiembre de 1973, Tevito fue sacado de pantalla repentinamente, varias cintas de video donde aparecía fueron destruidas y fue reemplazado por otros personajes. Ito e Ita fueron la segunda mascota de Televisión Nacional, debutaron en 1974 y permanecieron en pantalla hasta 1978 con la llegada de la televisión a color. Ellos usualmente eran acompañados de musicalización de la banda Los Huasos Quincheros. En 1979 se integró una tercera mascota denominada Conejito TV que habitualmente era acompañado por Gabriela Velasco. Este fue diseñado para las emisiones en colores y se mantuvo hasta 1984. En 1985 debutó una mascota que consistía en un extraterrestre verde que no tenía nombre y que con frecuencia vestía una polera blanca con el logotipo de TVN. Posteriormente, fue bautizado como Clorofilo en referencia al verde de la clorofila y fue sacado de pantalla a mediados de 1987. Desde entonces no han utilizado personajes de ese tipo. No obstante, Tevito volvió a ser utilizado de manera simbólica el 11 de marzo de 1990, día en que Patricio Aylwin asumió como Presidente de la República y marcó el retorno a la democracia. Además, la canción Charagua en Chile es habitualmente relacionada con Televisión Nacional como tema institucional.